# Portrait de famille
 (signalé en mai 2025).
Si vous disposez d'ouvrages ou d'articles de référence ou si vous connaissez des sites web de qualité traitant du thème abordé ici, merci de compléter l'article en donnant les références utiles à sa vérifiabilité et en les liant à la section « Notes et références ».
- Archive Wikiwix
- Bing
- Cairn
- DuckDuckGo
- E. Universalis
- Gallica
- Google
- G. Books
- G. News
- G. Scholar
- Persée
- Qwant
- (zh) Baidu
- (ru) Yandex
- (wd) trouver des œuvres sur Wikidata

Pour les articles homonymes, voir Portrait de famille (homonymie).
Un portrait de famille est un portrait de groupe représentant plusieurs membres d'une même famille. Il se pratique aussi bien en peinture qu'en photographie.

## Galerie de peintures

### XVesiècle

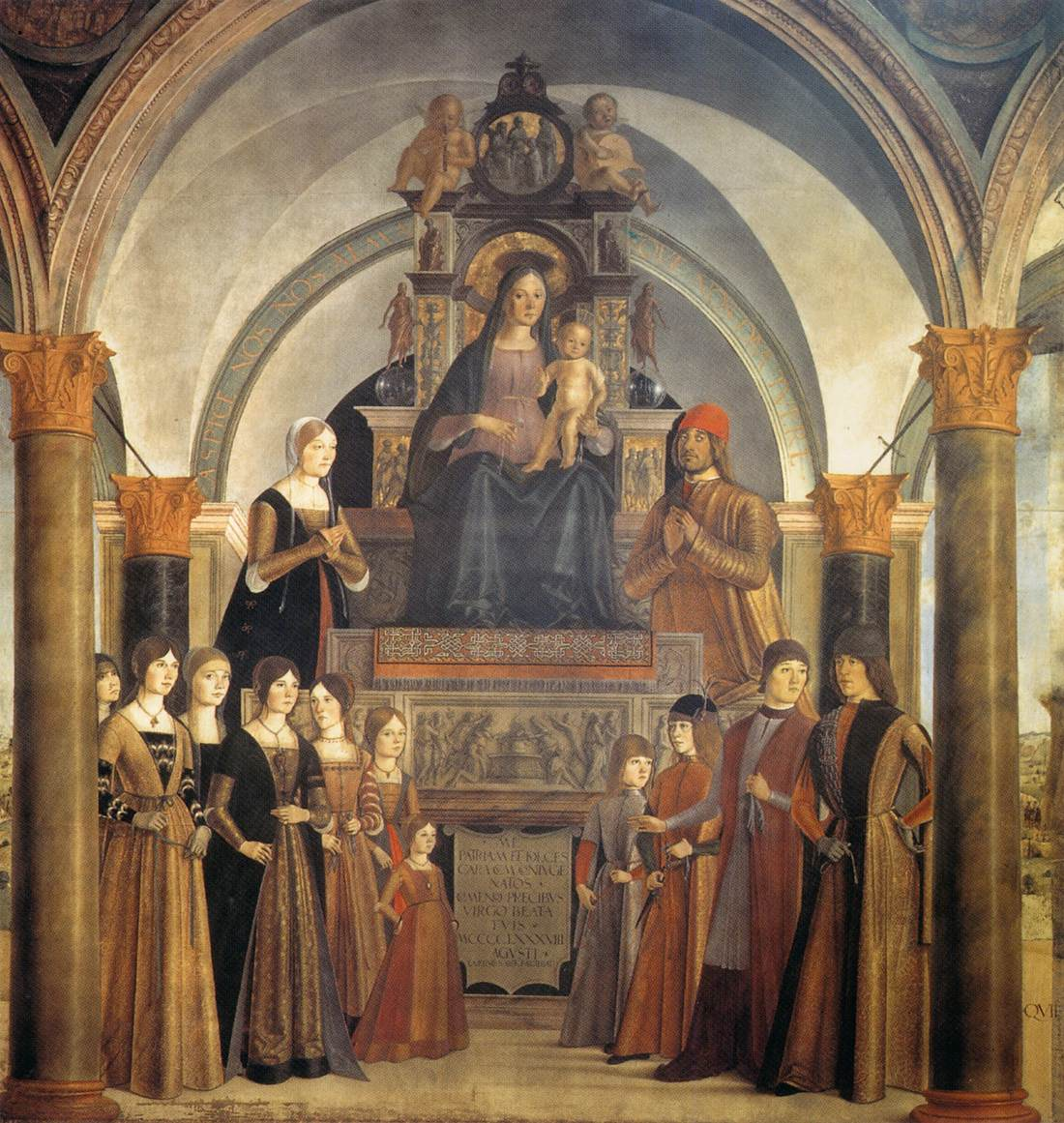
La Vierge à l'Enfant sur le trône avec la famille Bentivoglio (1488), par Lorenzo Costa.

### XVIesiècle

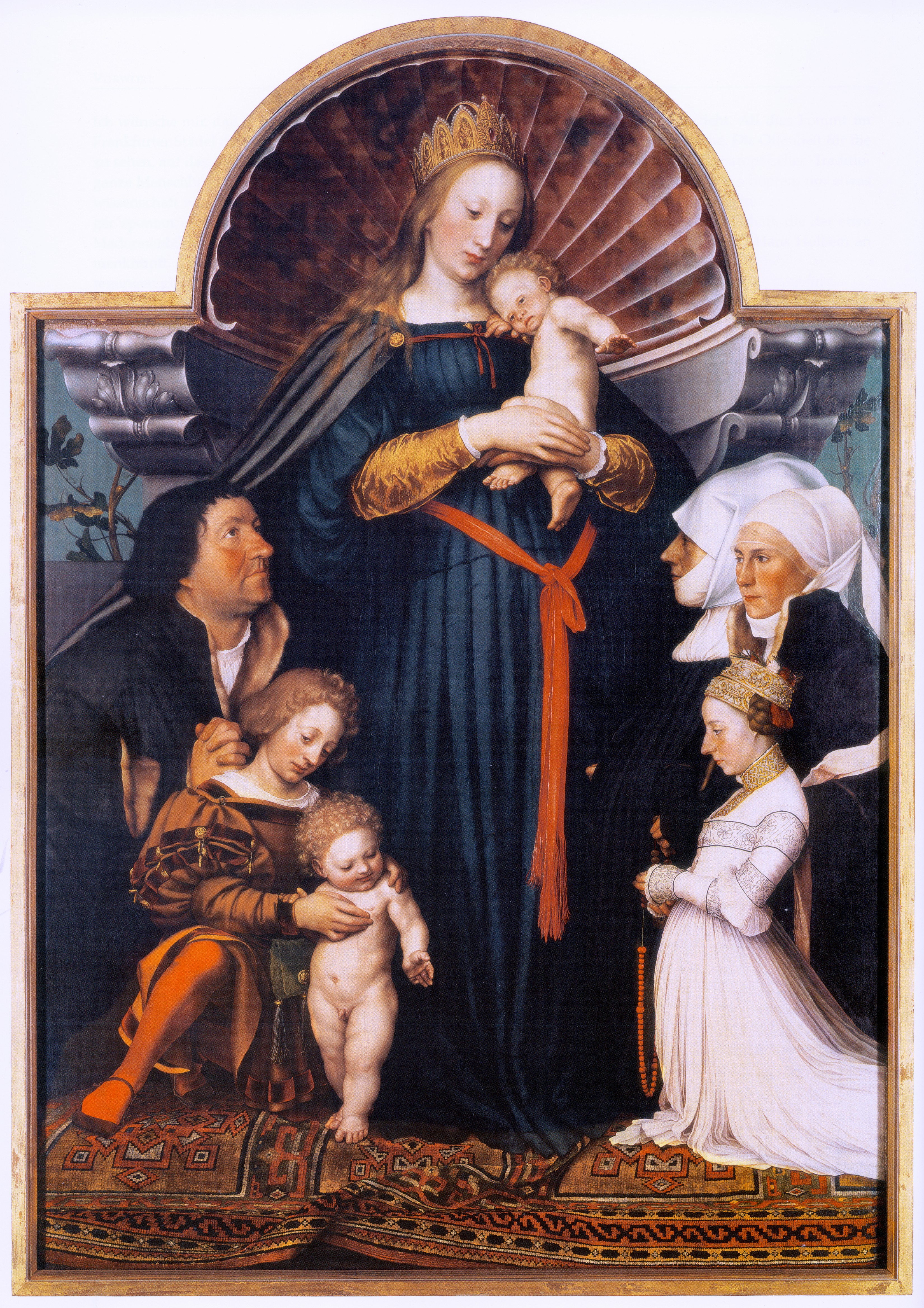
La Vierge et l'Enfant avec la famille du bourgmestre Meyer (1526-1528), par Hans Holbein le Jeune.
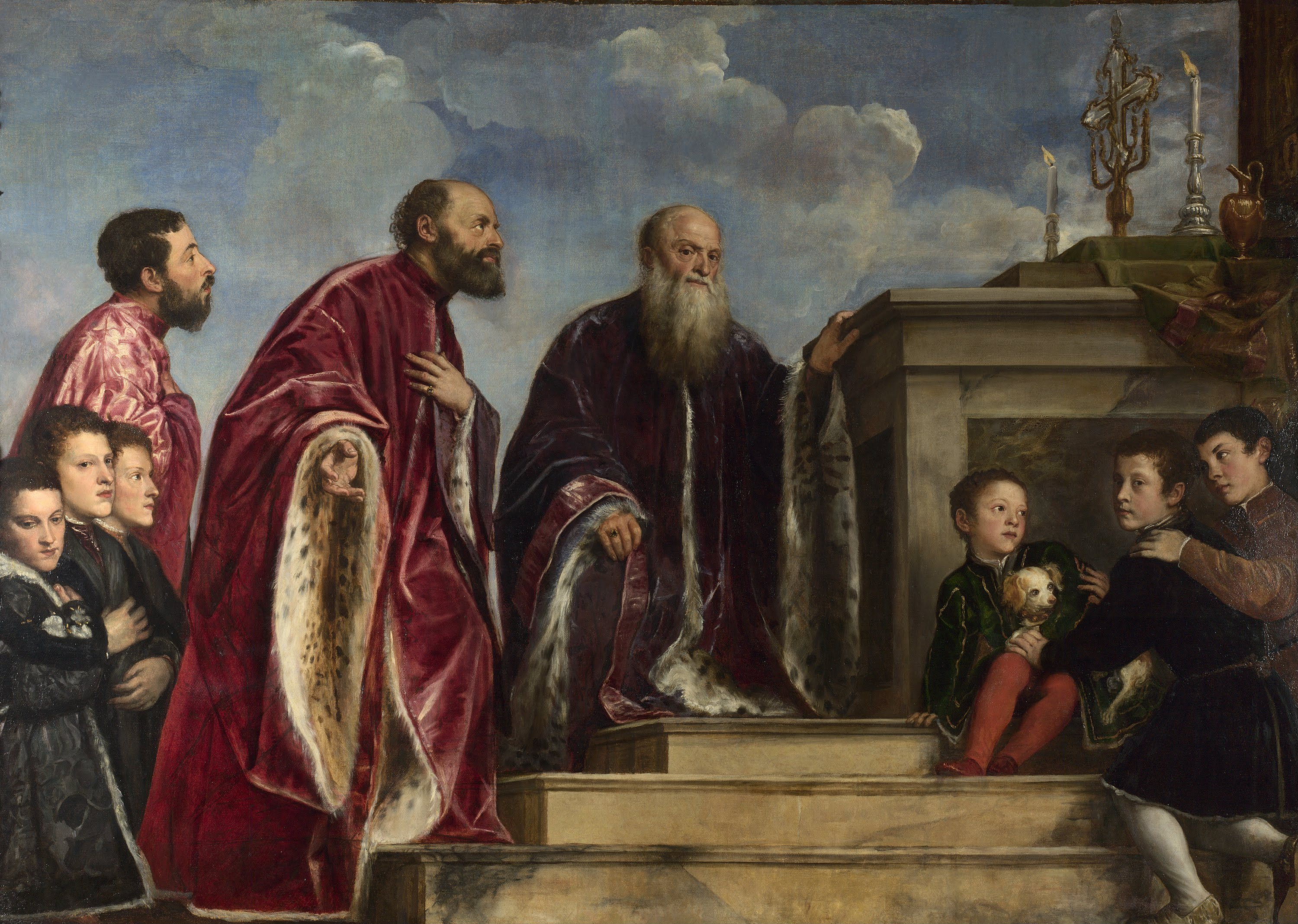
Portrait de la famille Vendramin (début des années 1540), par Titien et son atelier.
Portrait de Paul III avec ses petits-fils (1545-1546), par Titien.
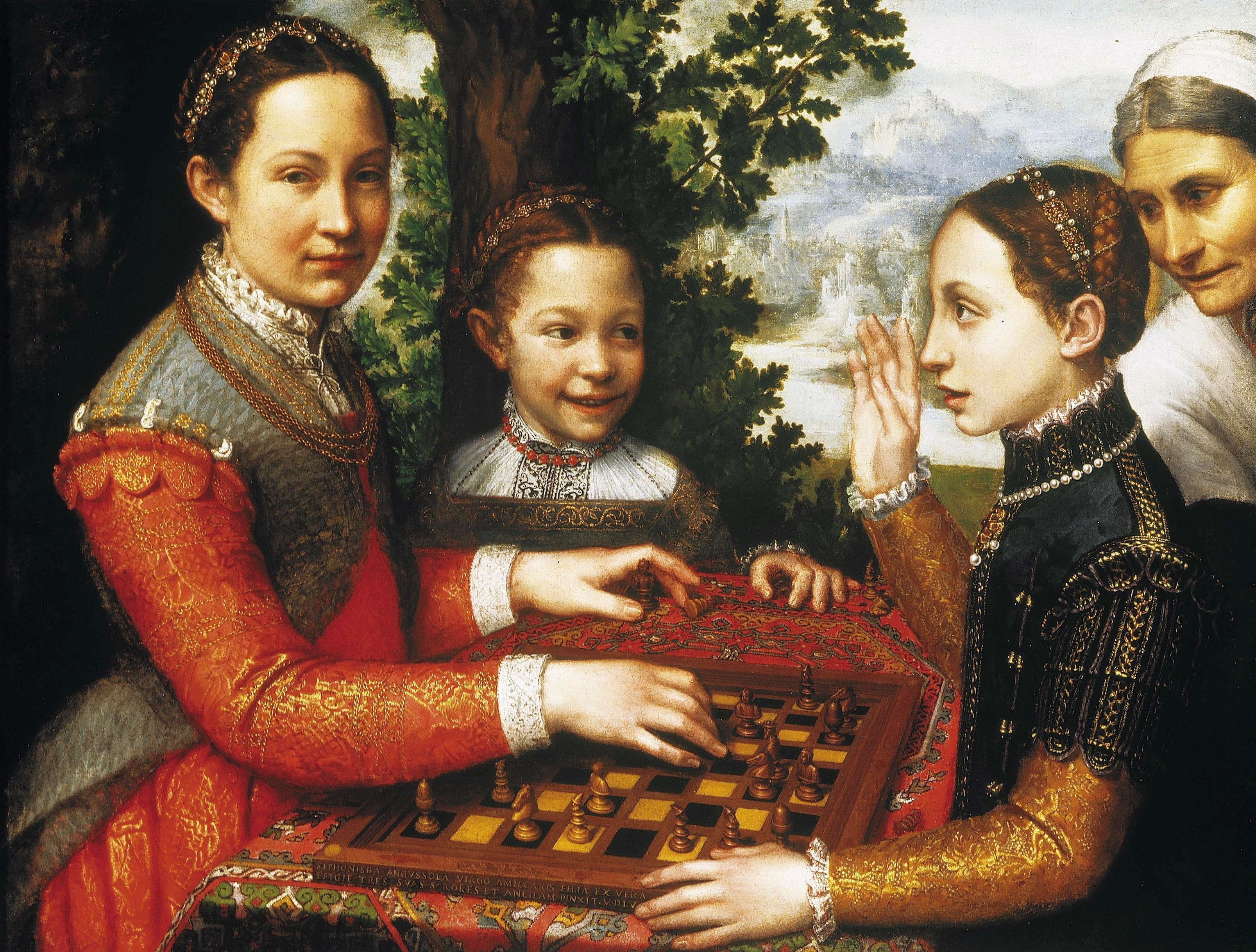
Partie d'échecs (1555), par Sofonisba Anguissola.

### XVIIesiècle

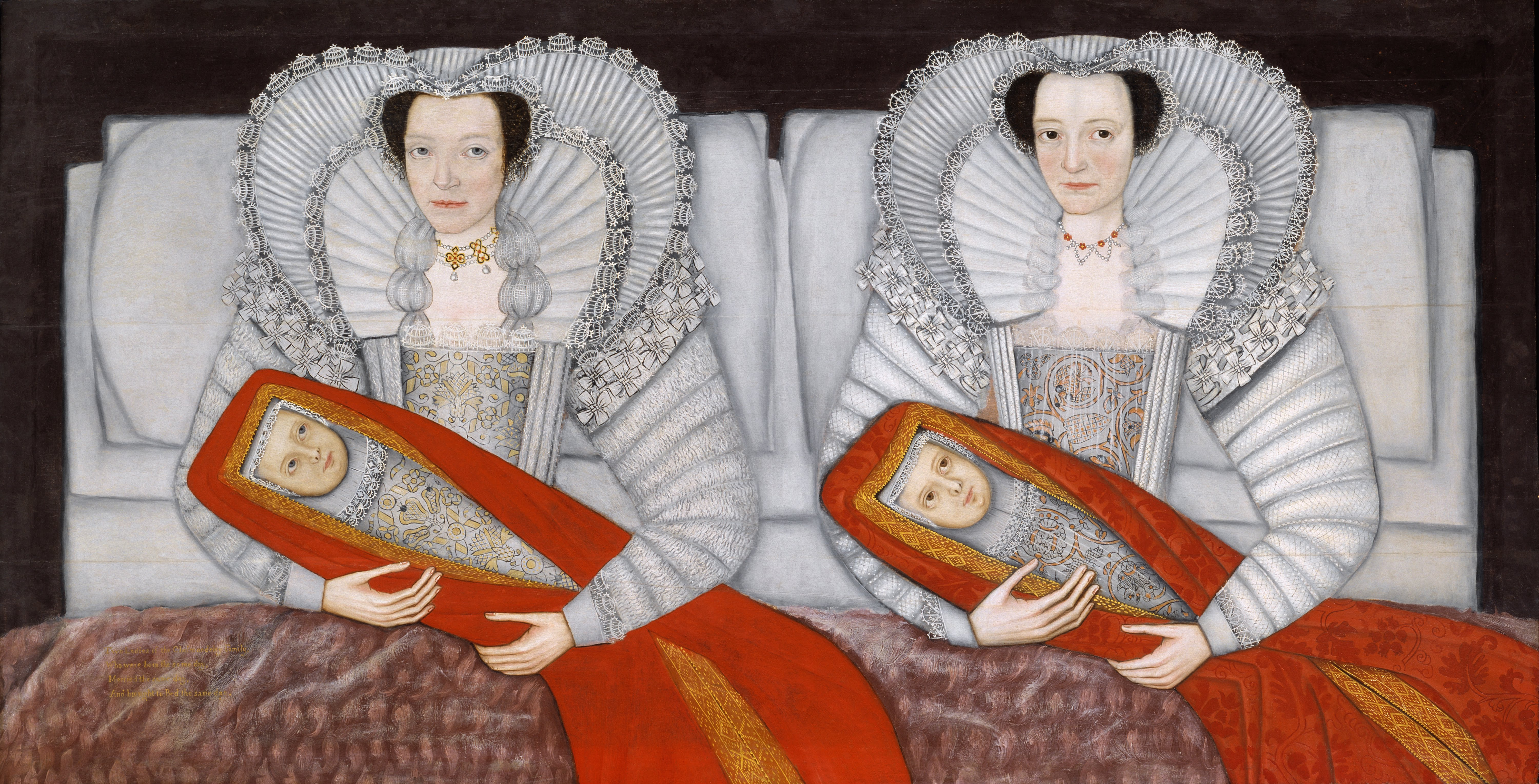
Les Dames Cholmondeley (années 1600), par un peintre inconnu.
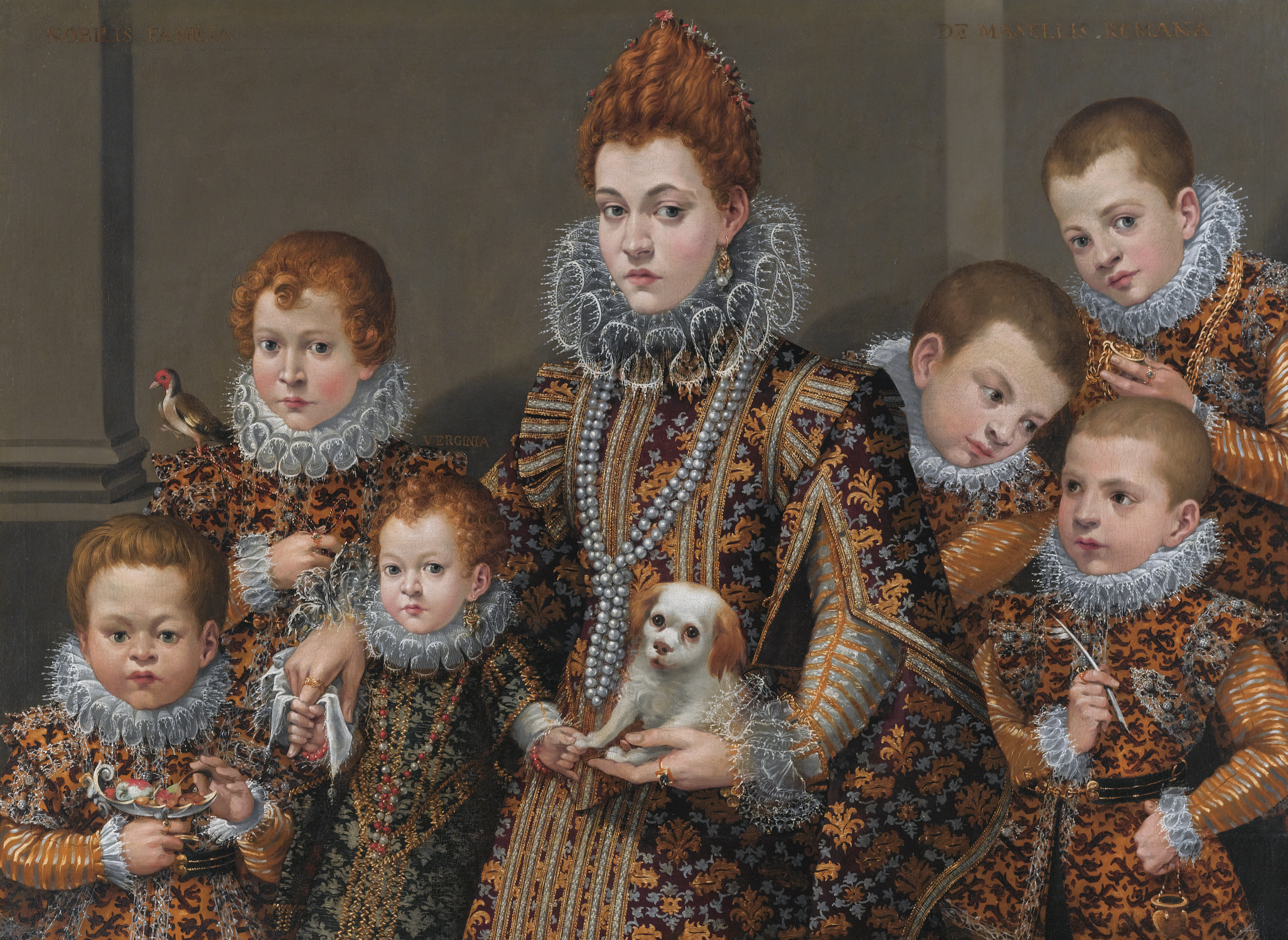
Portrait de Bianca degli Utili Maselli et de ses enfants (vers 1604-1605), par Lavinia Fontana.
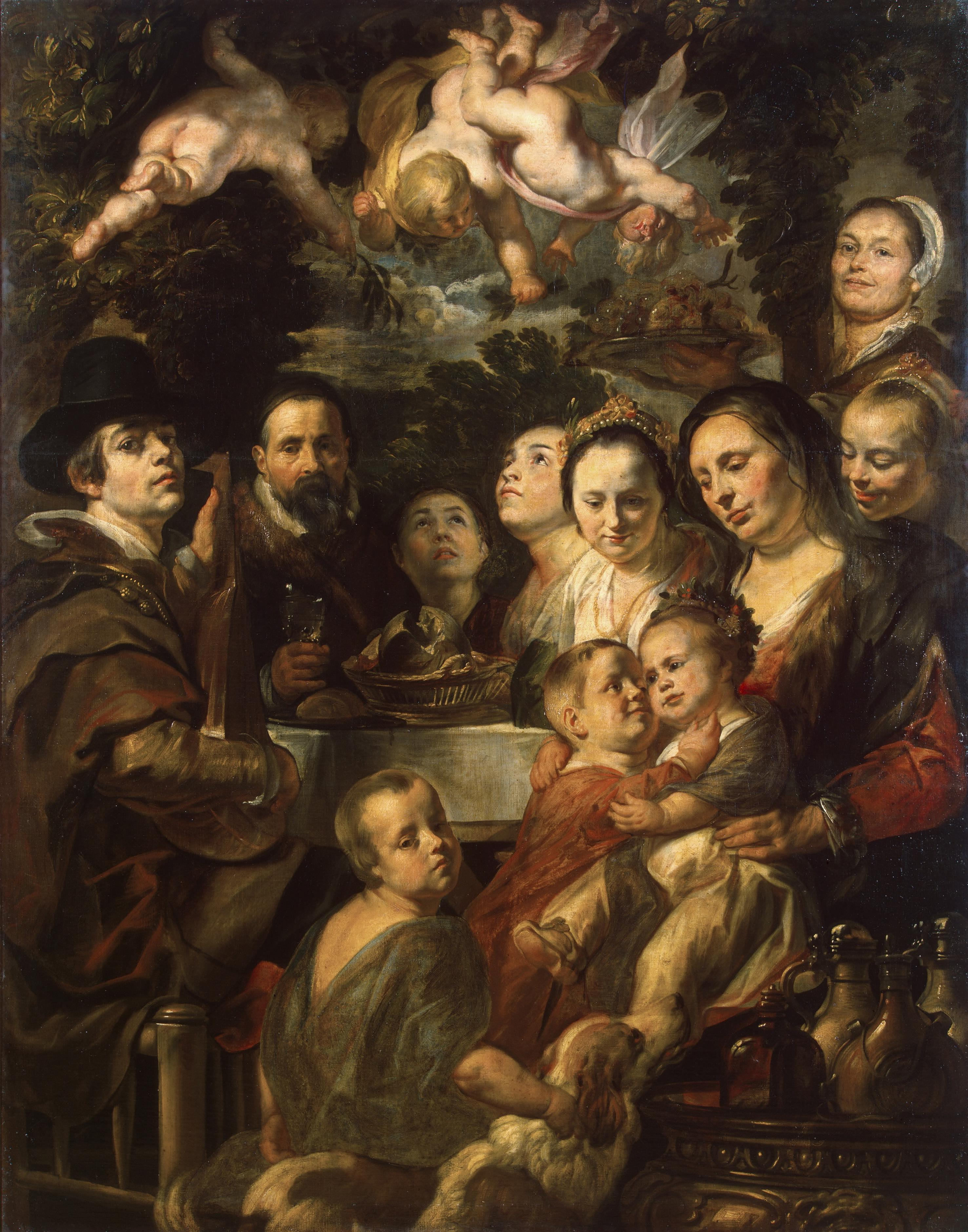
Portrait de l'artiste avec sa famille (vers 1615), par Jacob Jordaens.
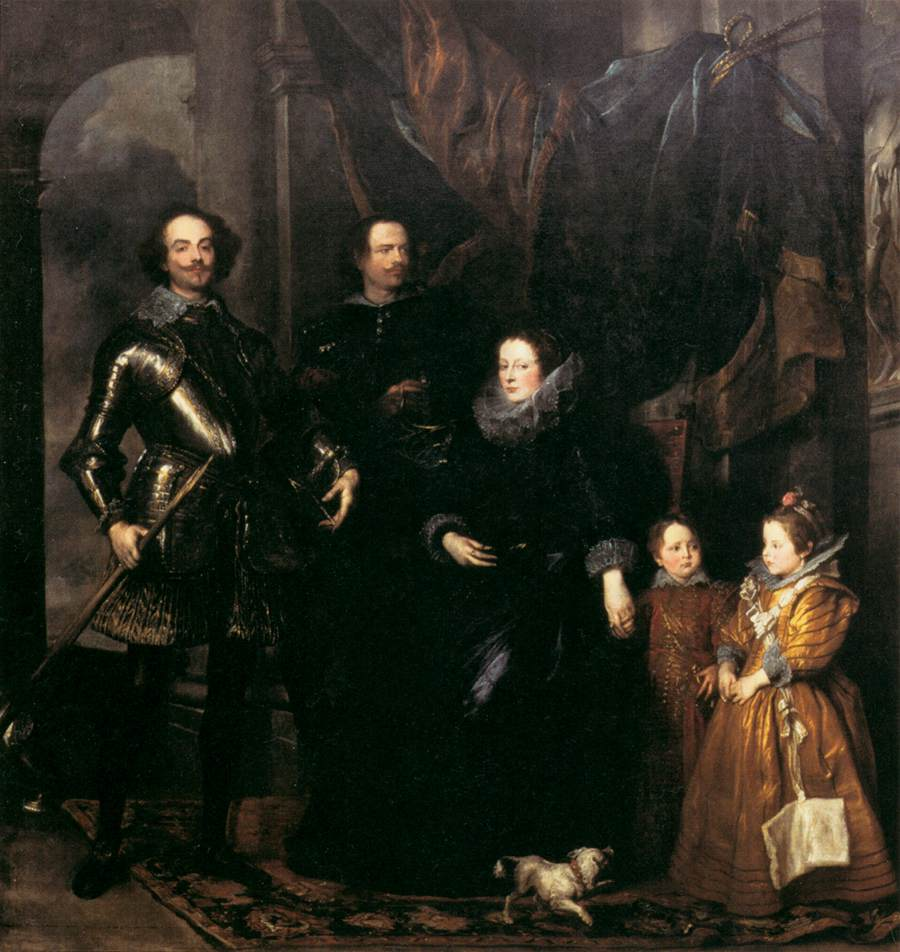
Portrait de la famille Lomellini (1626-1627), par Antoine van Dyck.
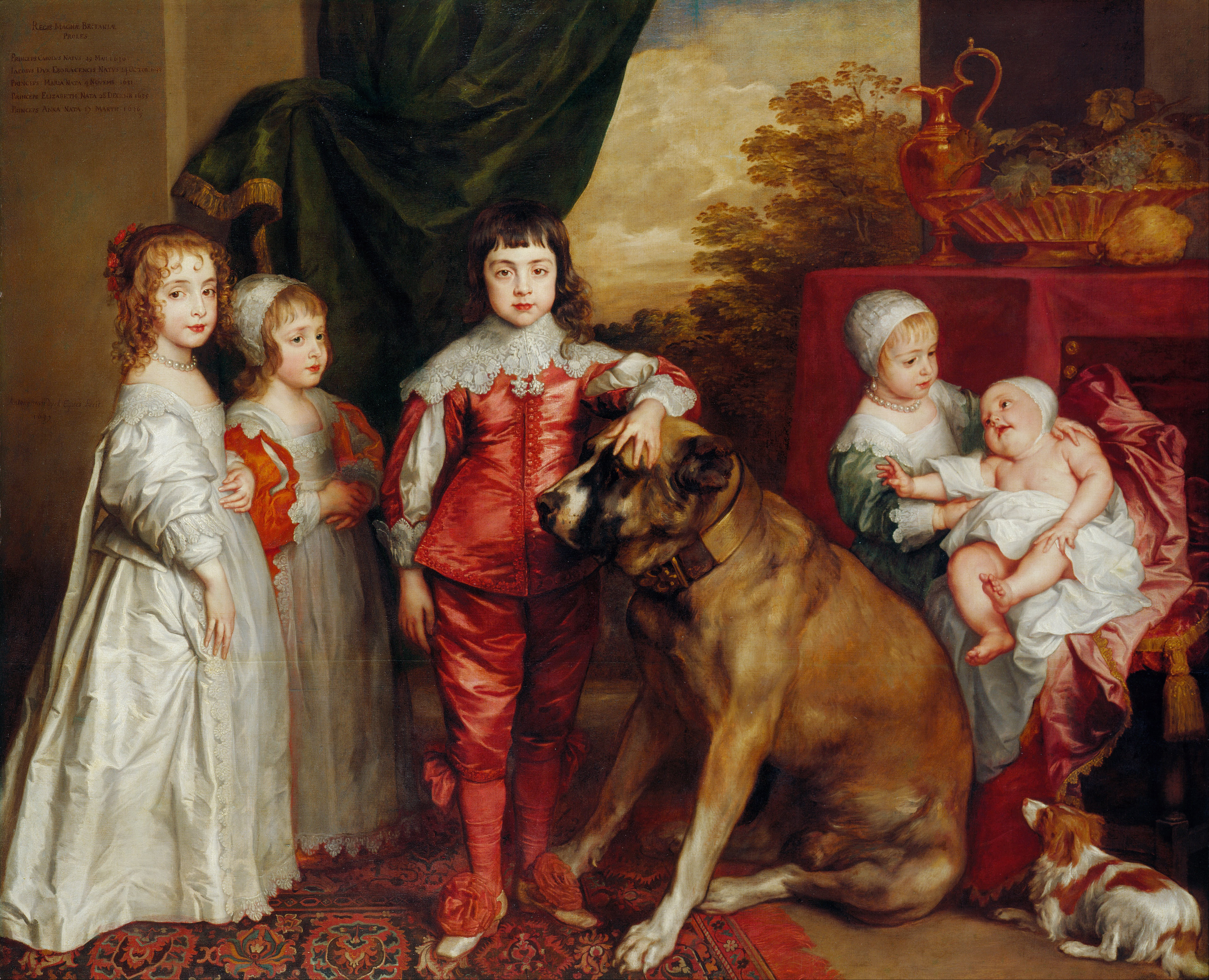
Les Cinq Enfants de Charles Ier (1637), par Antoine van Dyck.
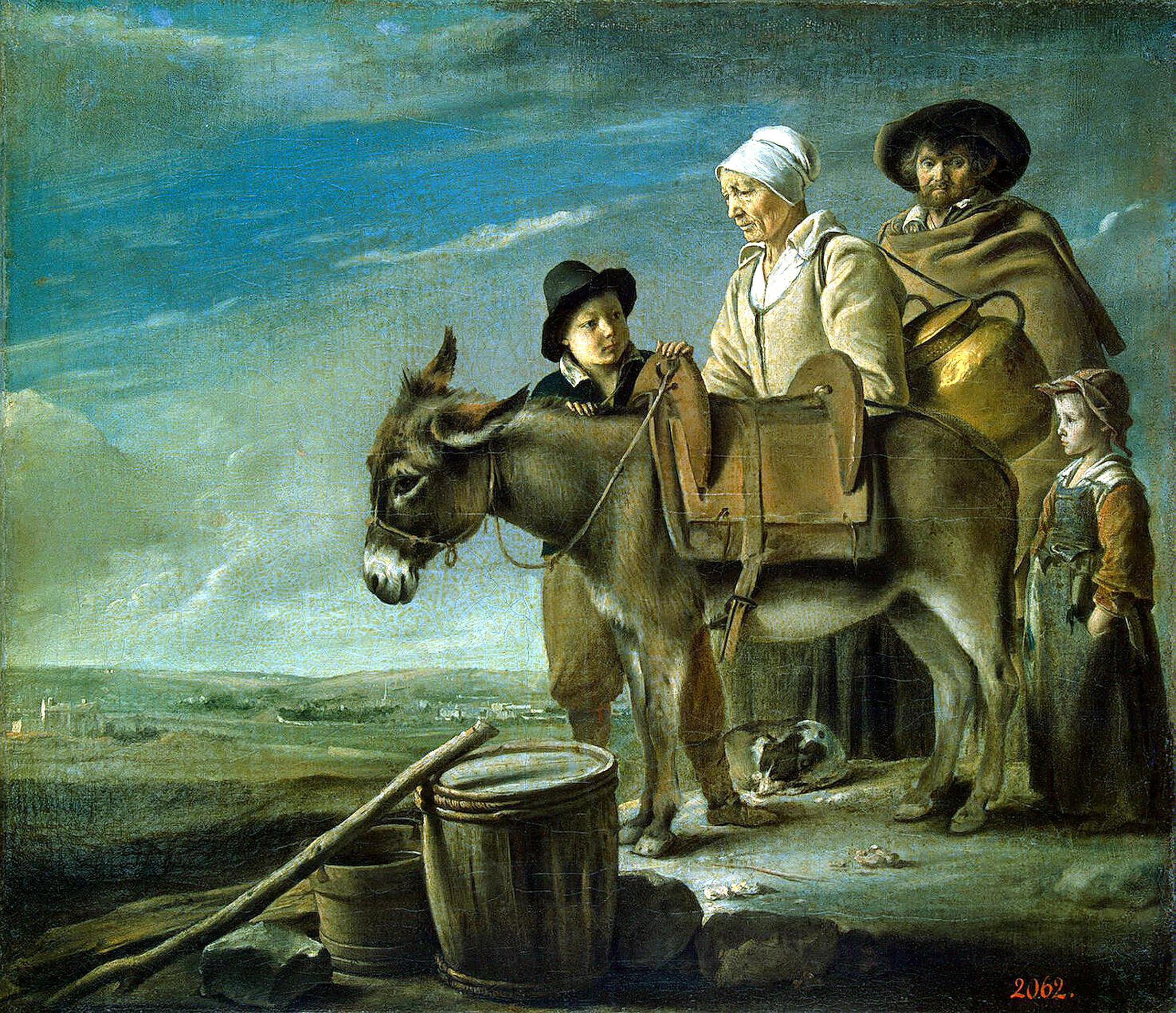
La Famille de la laitière (1640), par Louis Le Nain.
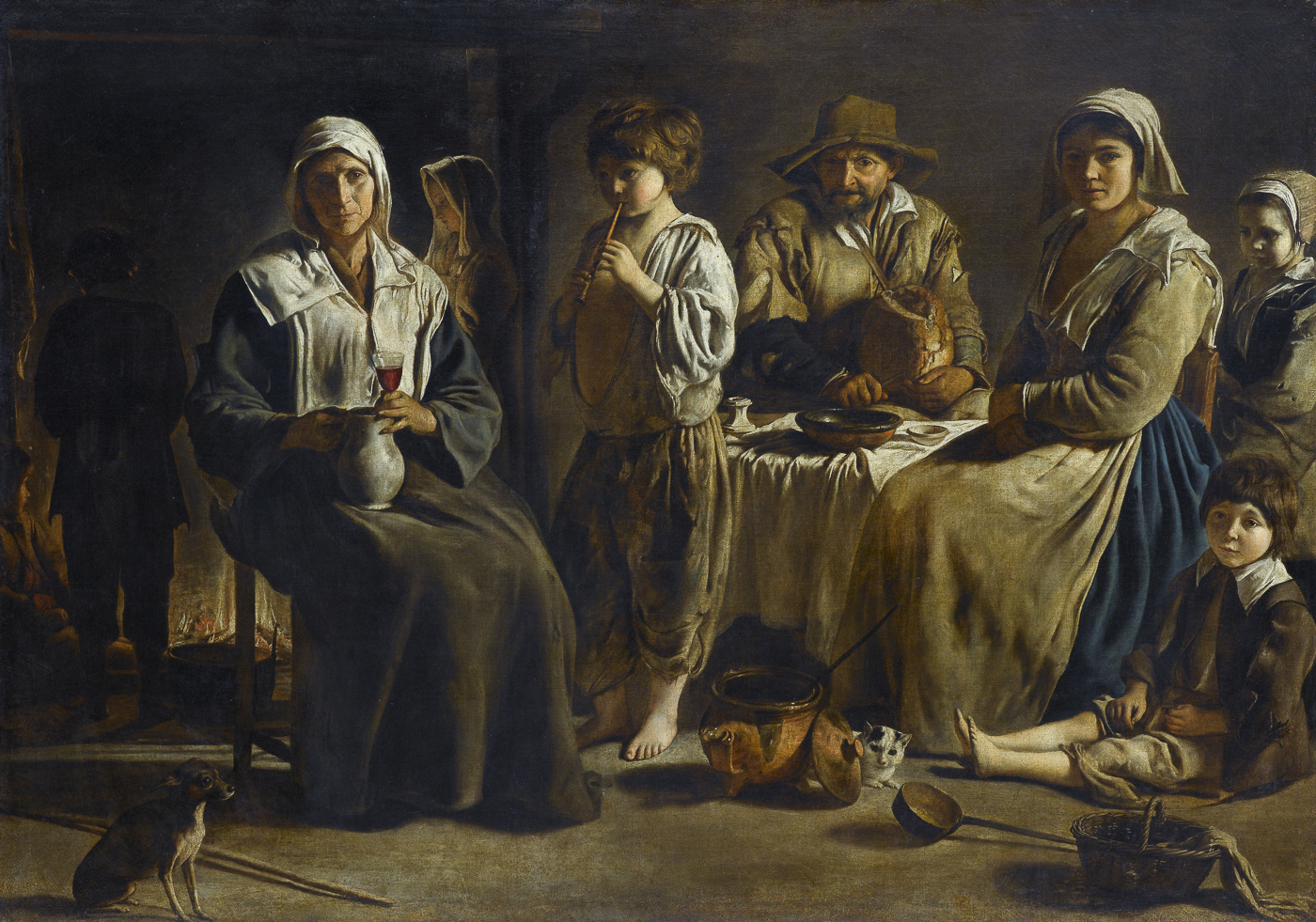
Famille de paysans dans un intérieur (vers 1642), par Louis Le Nain.
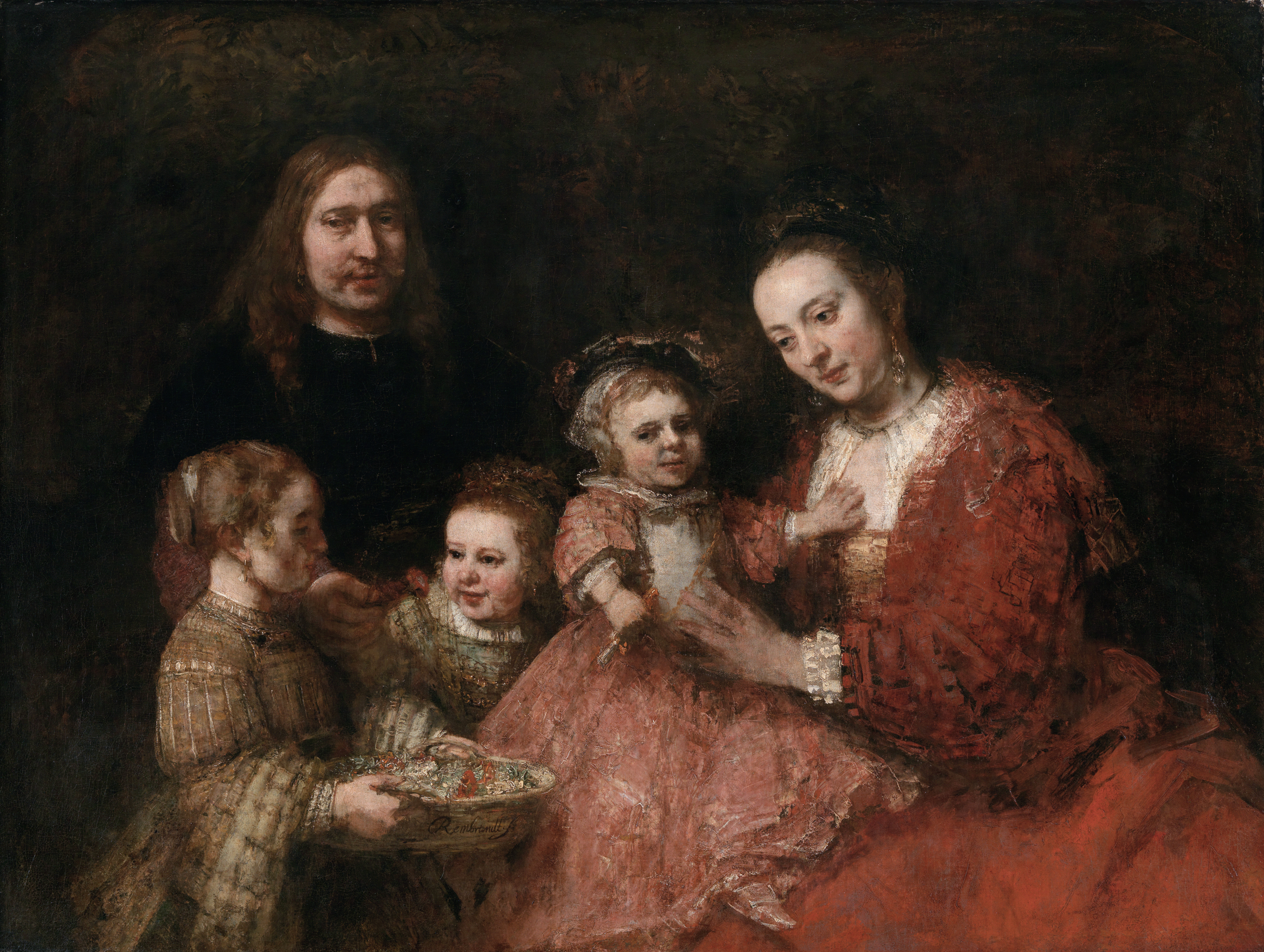
Portrait de famille (1668), par Rembrandt.

### XVIIIesiècle

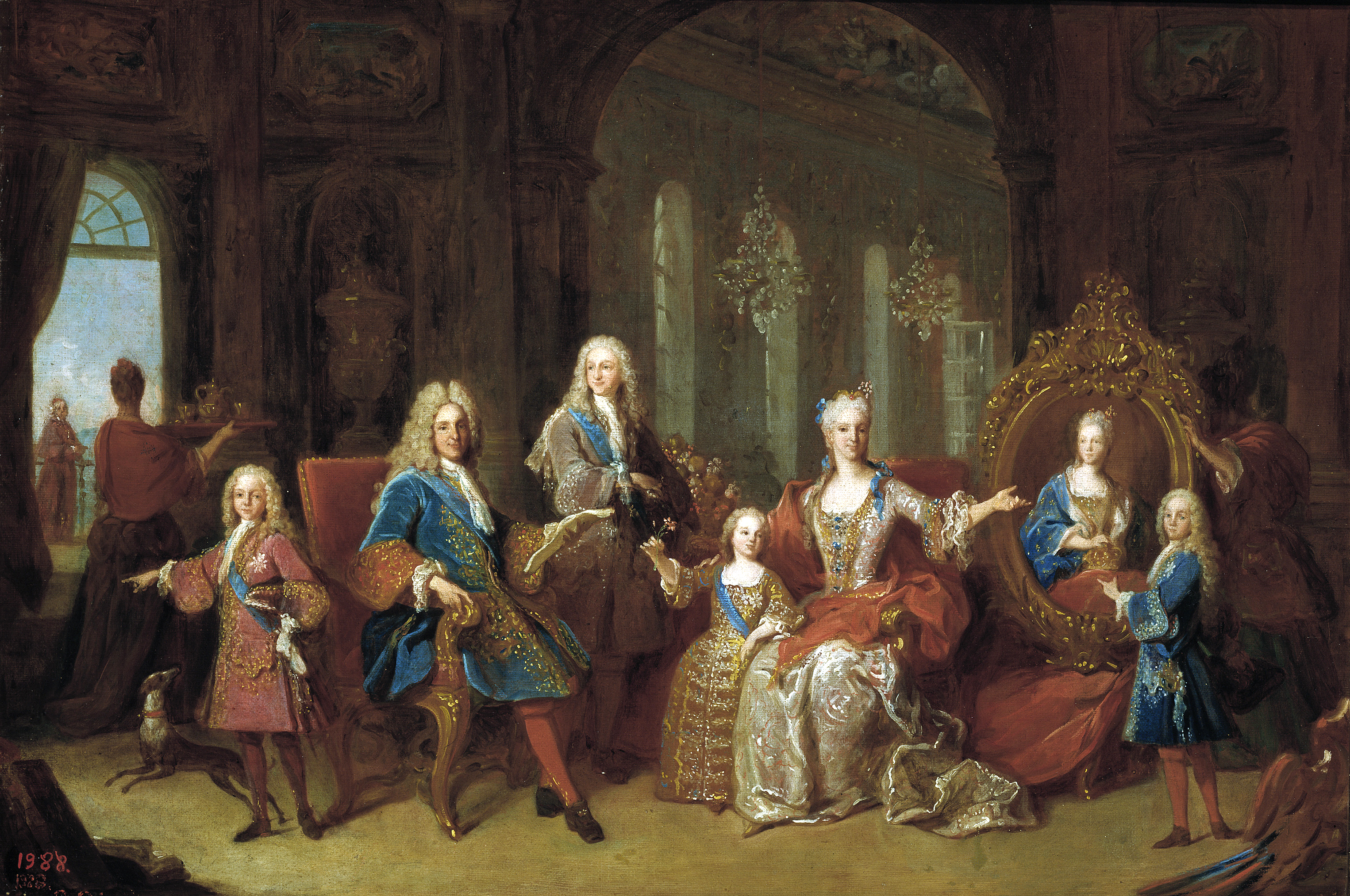
La Famille de Philippe V (1723), par Jean Ranc.
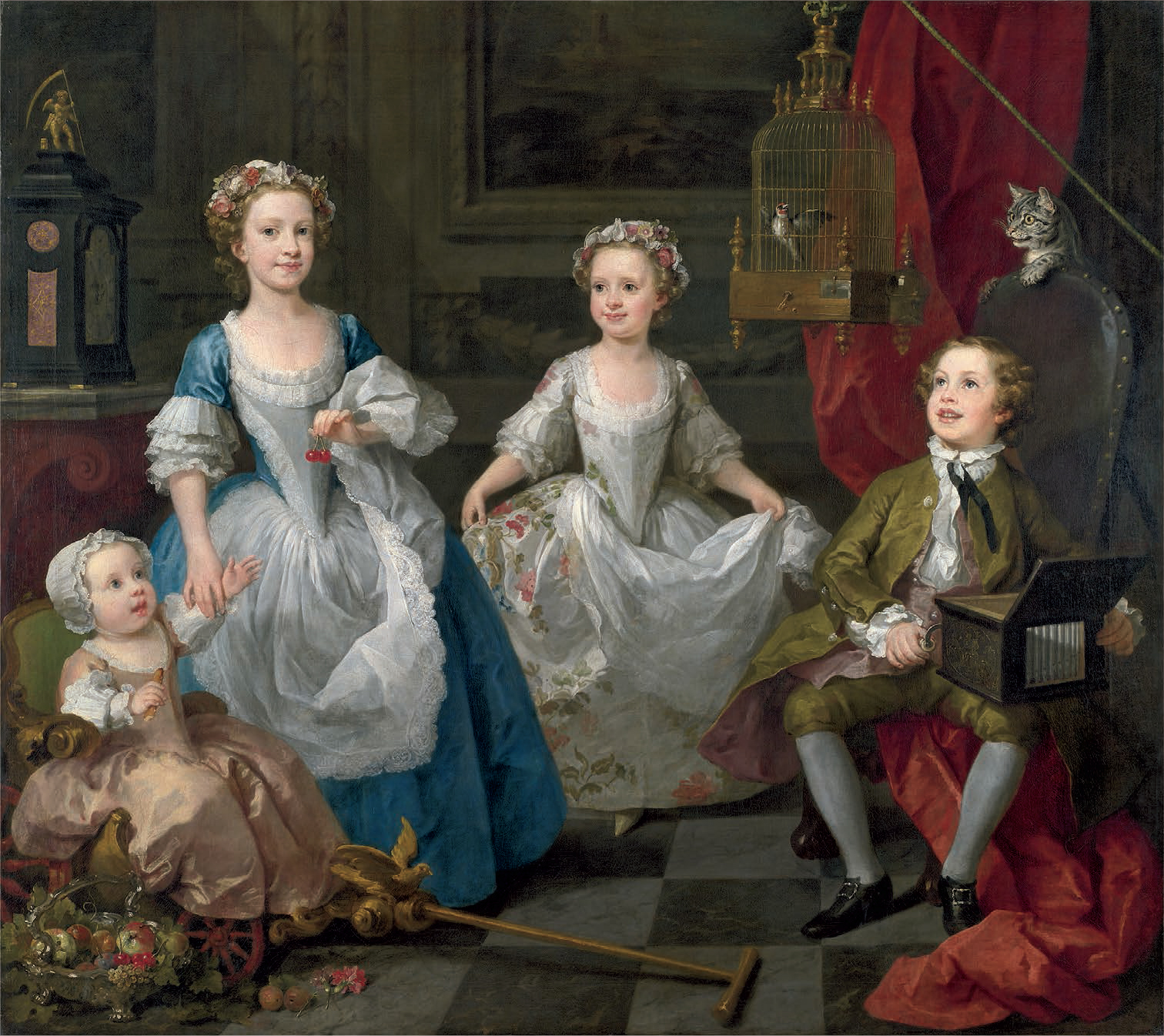
Les Enfants Graham (1742), par William Hogarth.
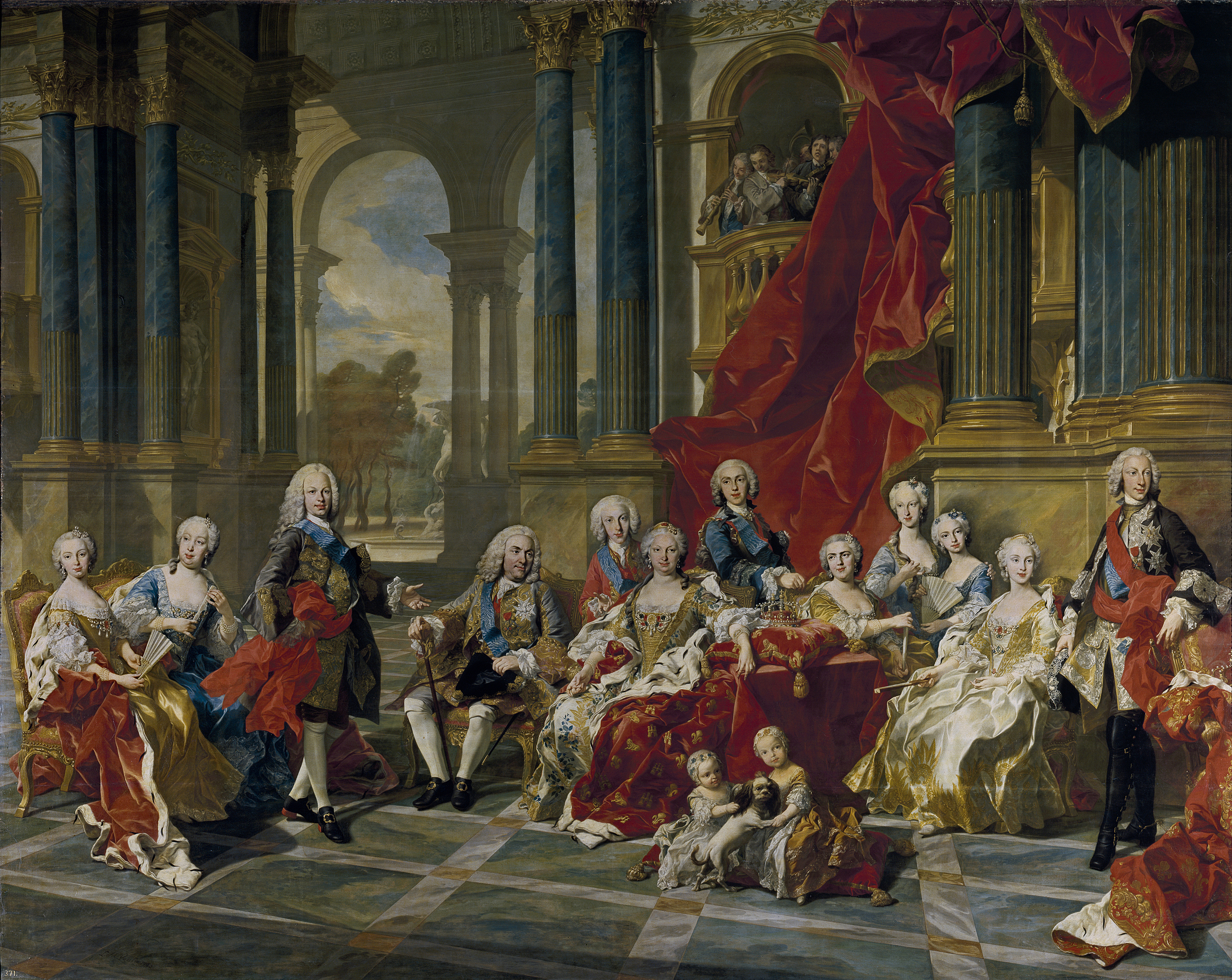
La Famille de Philippe V (1743), par Louis-Michel van Loo.
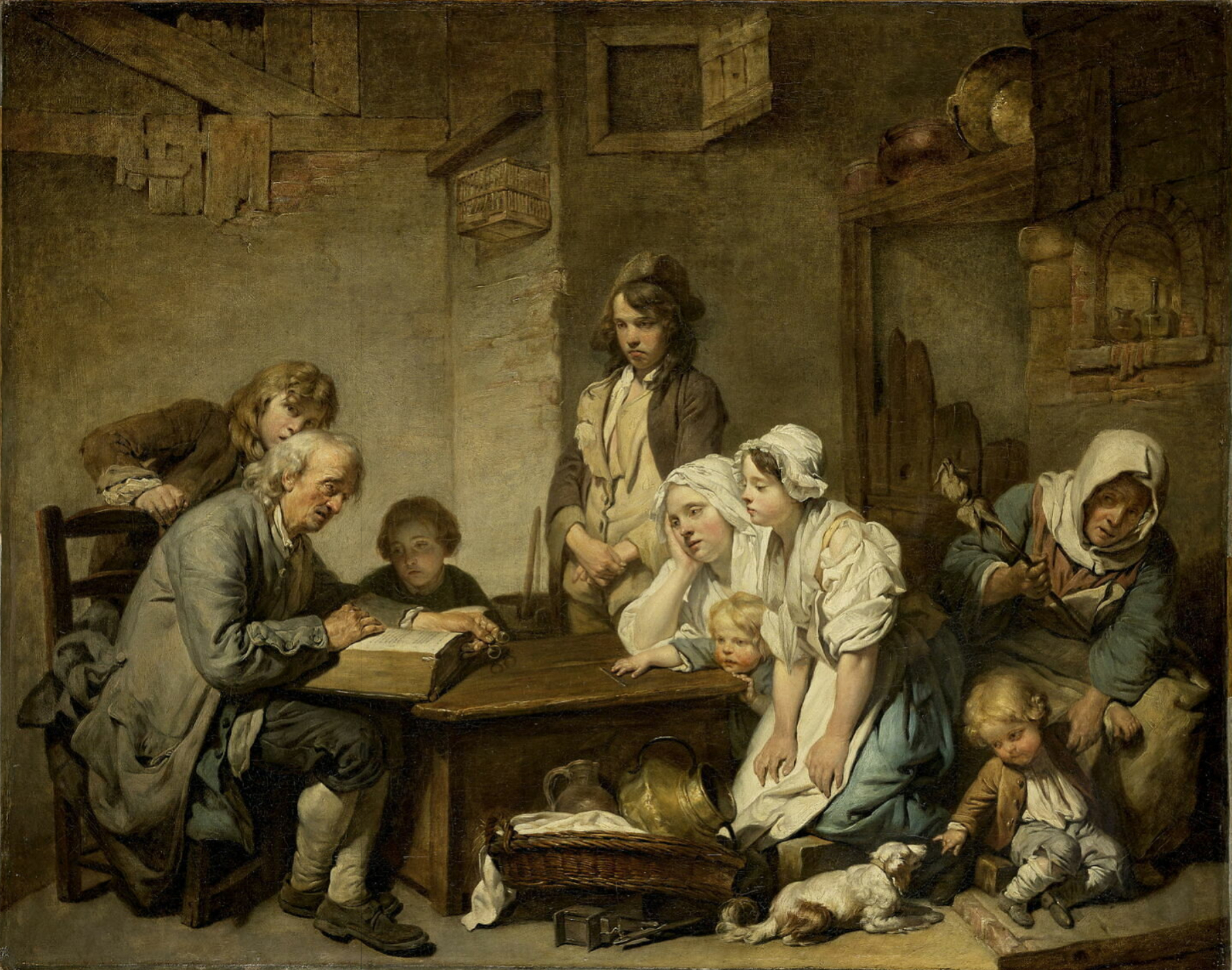
La Lecture de la Bible (1755), par Jean-Baptiste Greuze.
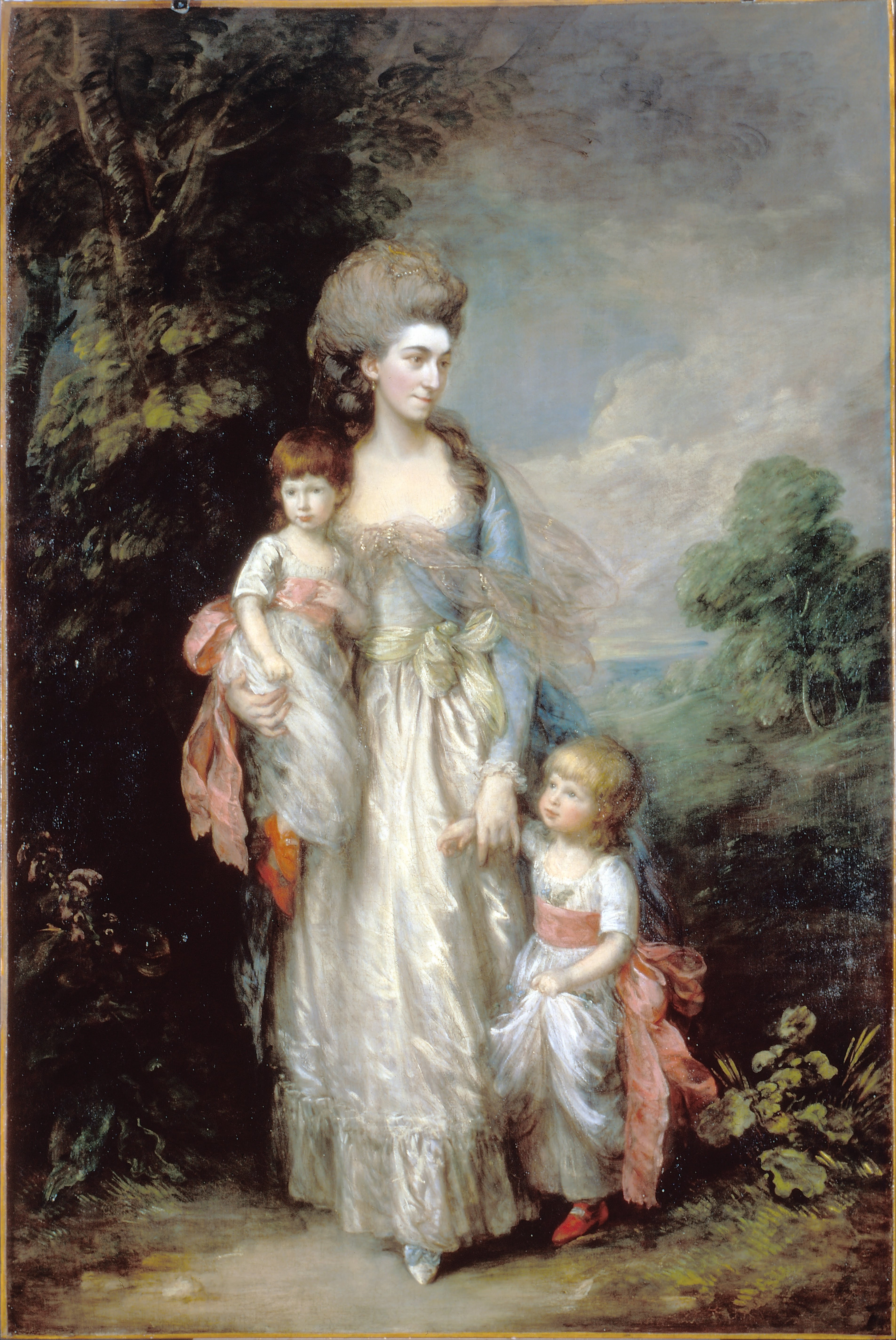
Miss Elizabeth Moody et ses fils Samuel et Thomas (vers 1779), par Thomas Gainsborough.
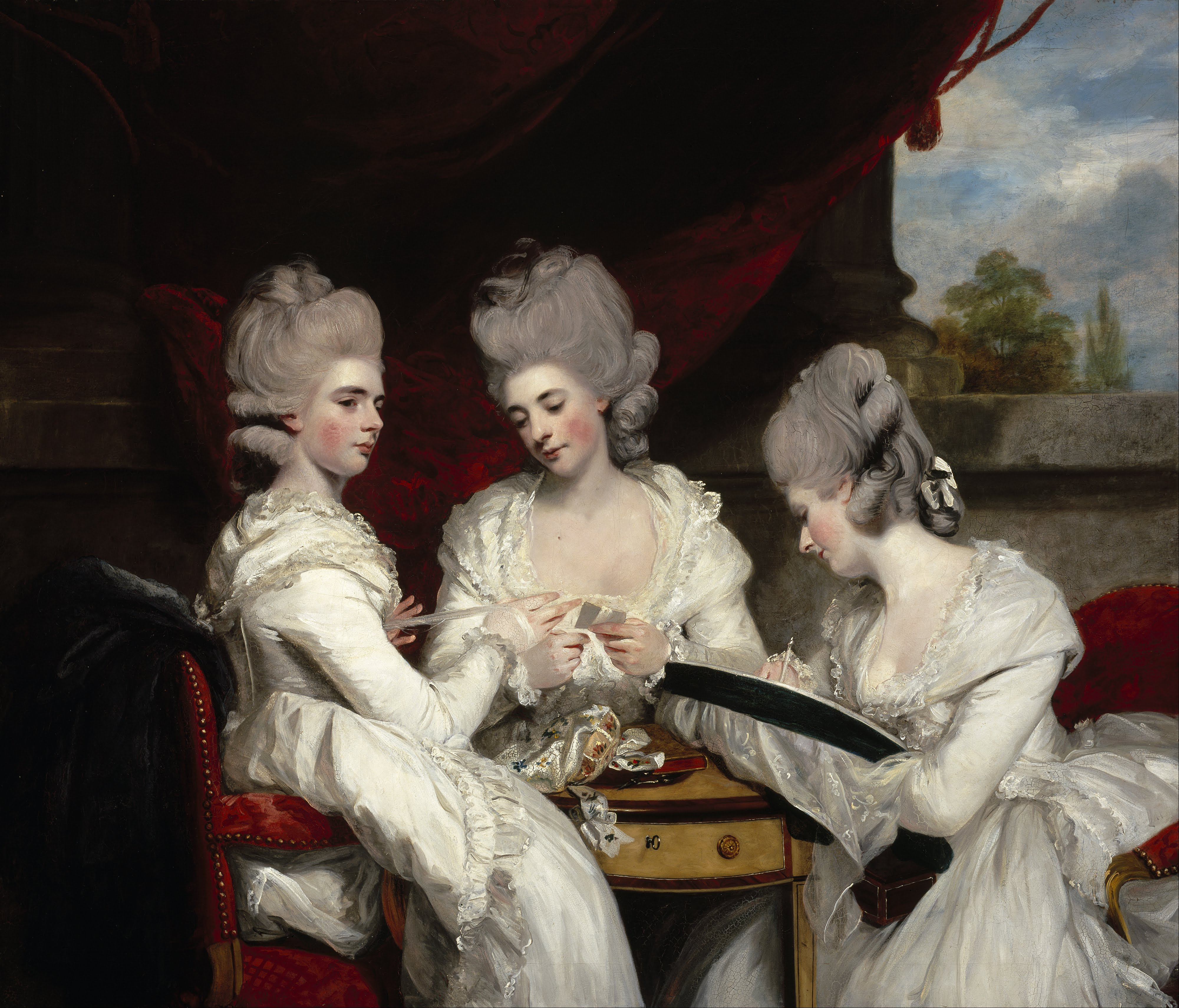
The Ladies Waldegrave (1780), par Joshua Reynolds.
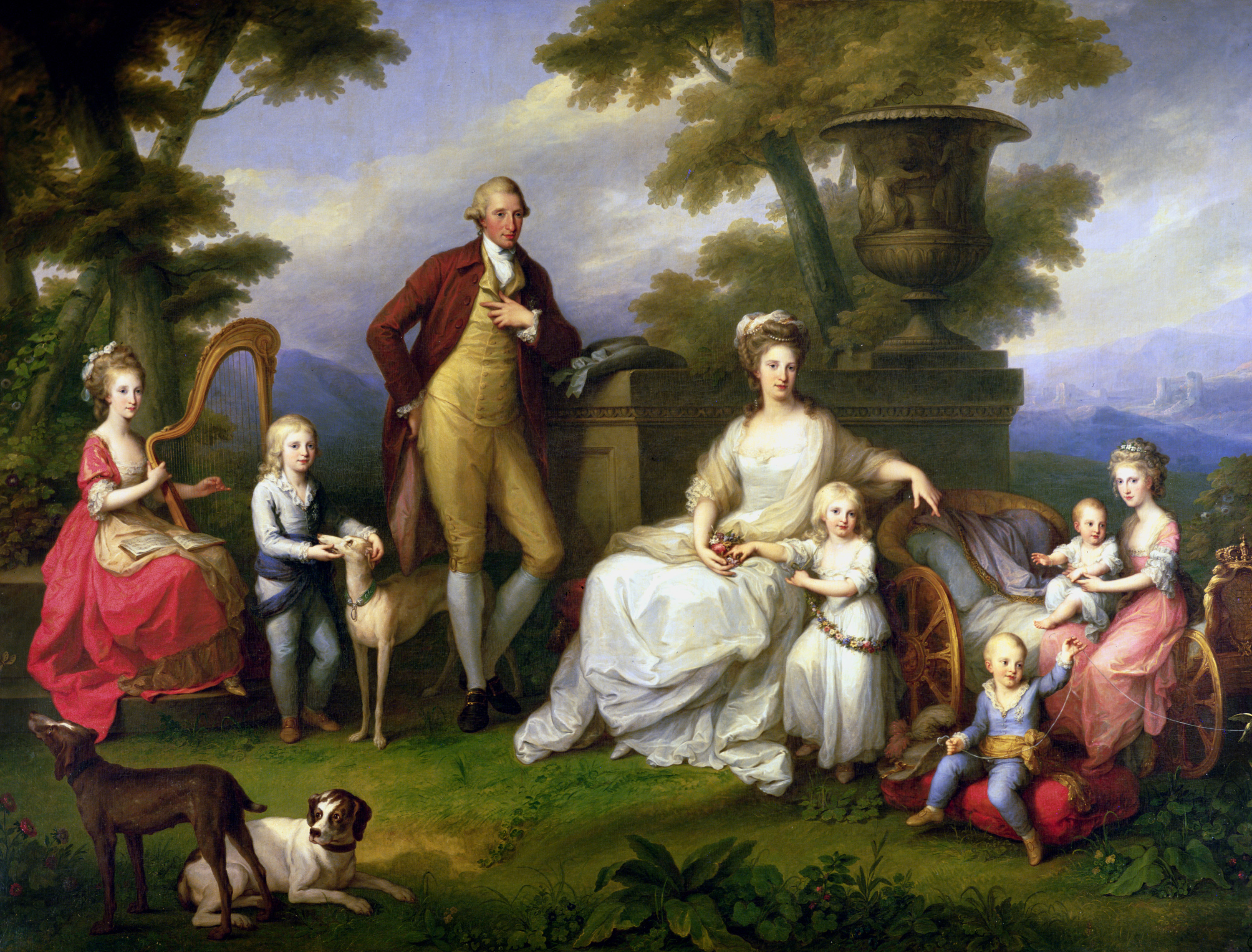
Portrait de la famille de Ferdinand IV (1782), par Angelica Kauffmann.
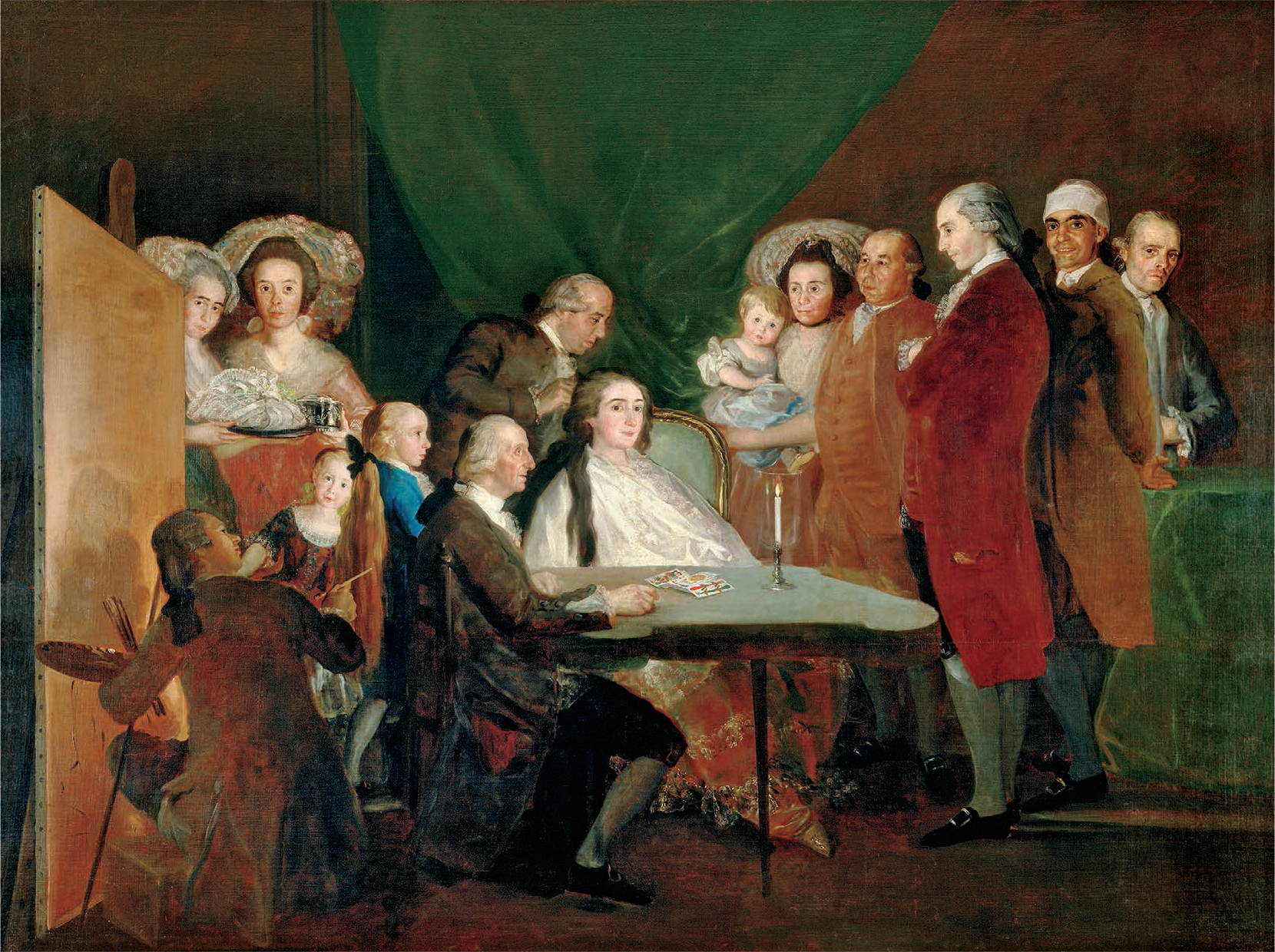
La Famille de Charles IV (1784), par Francisco de Goya.
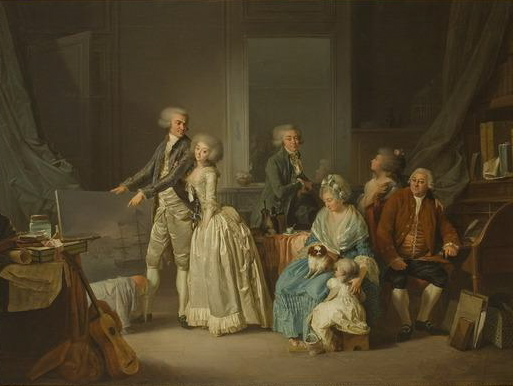
La Famille Gohin (1787), par Louis-Léopold Boilly.
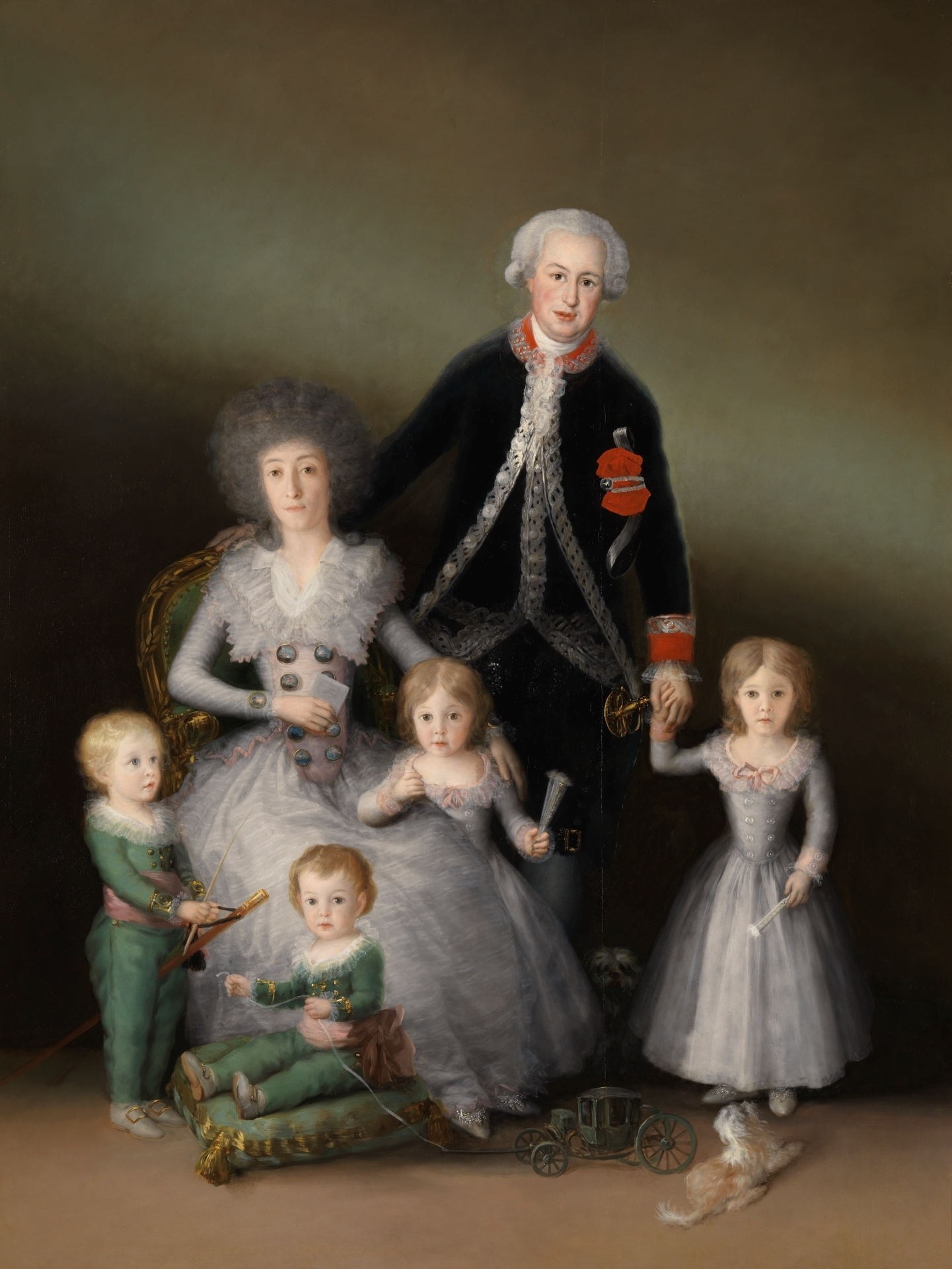
La Famille du duc d'Osuna (1788), par Francisco de Goya.
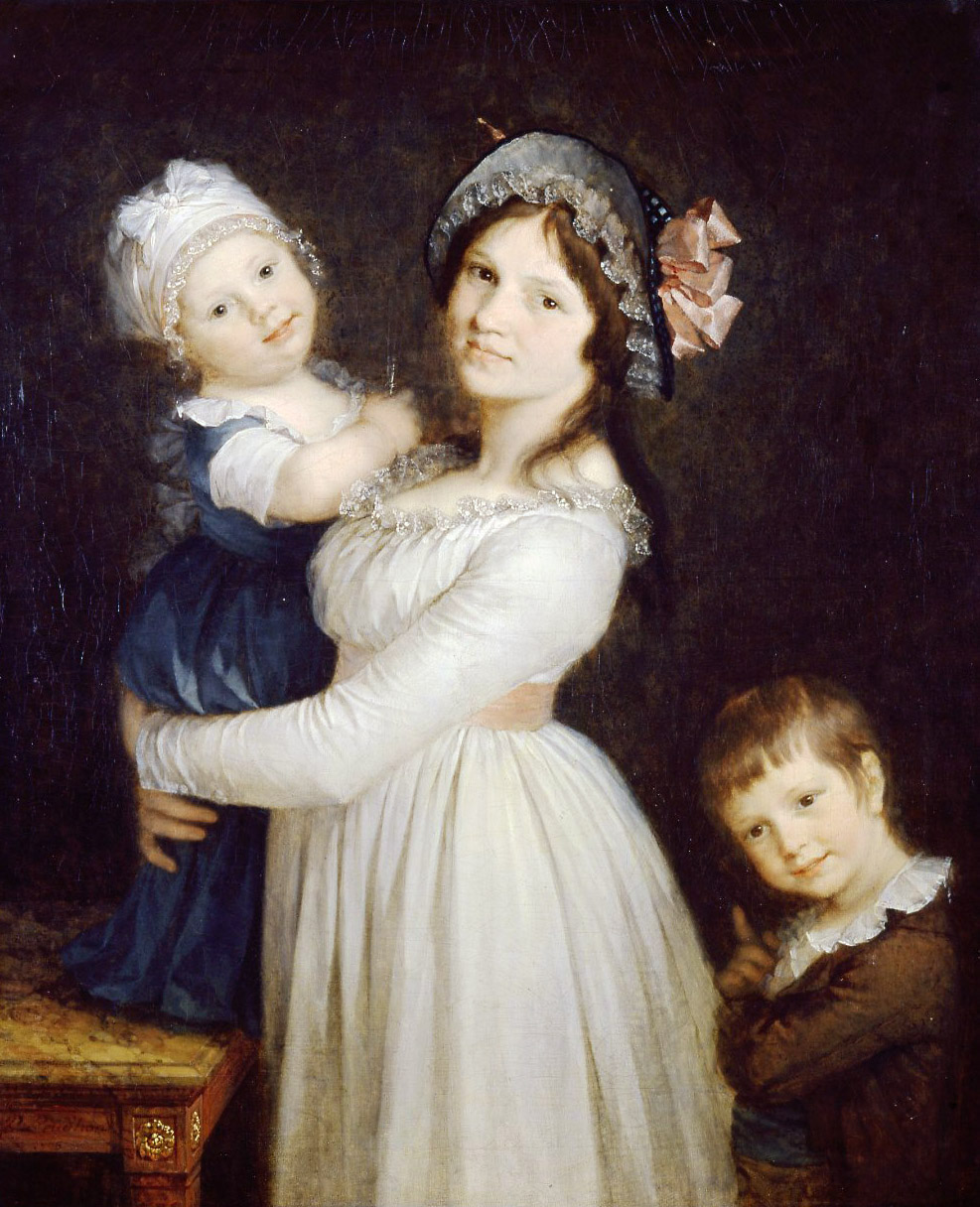
Madame Georges Anthony et ses deux fils (1796), par Pierre-Paul Prud'hon.
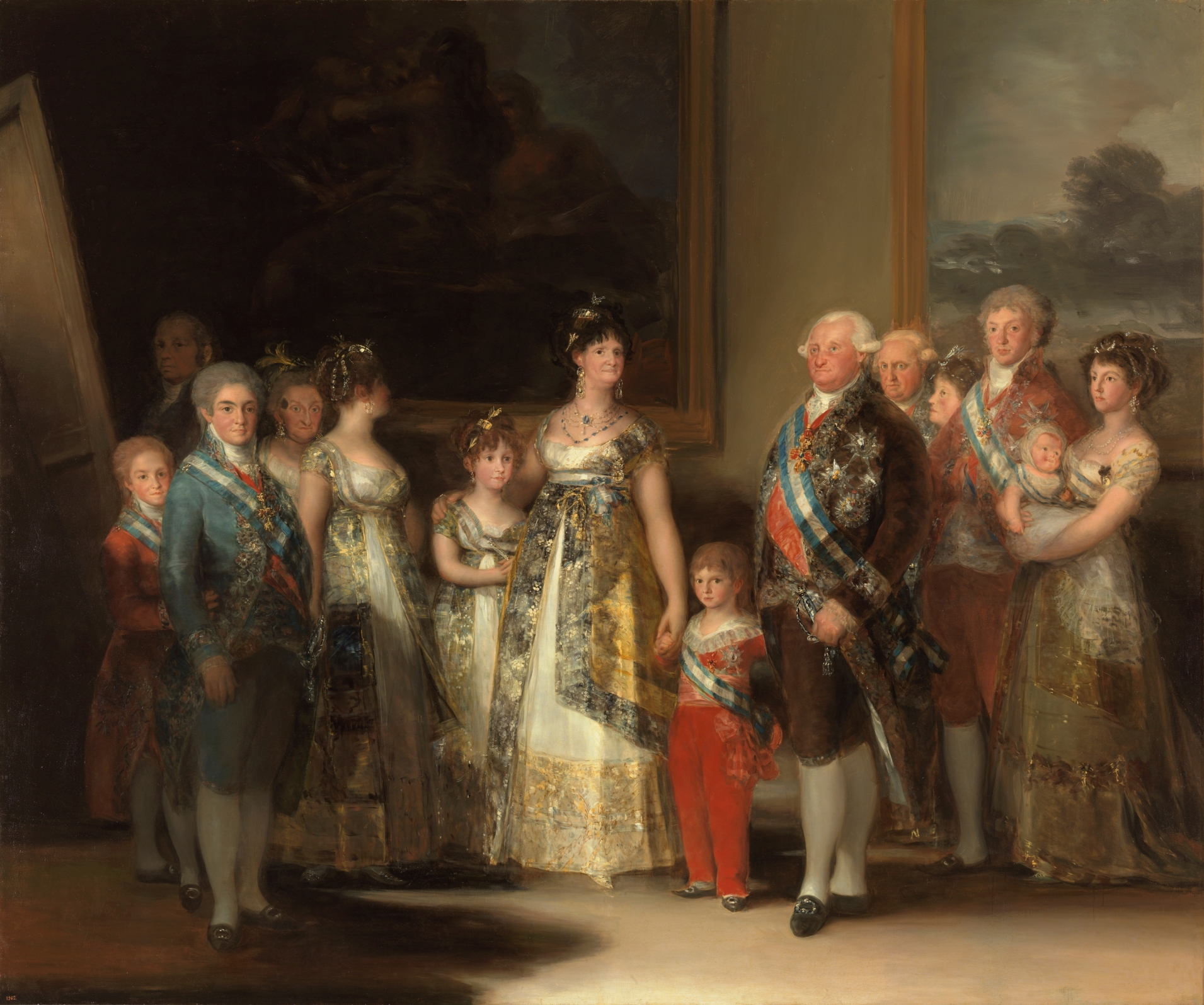
La Famille de l'infant Don Louis de Bourbon (1800), par Francisco de Goya.

### XIXesiècle

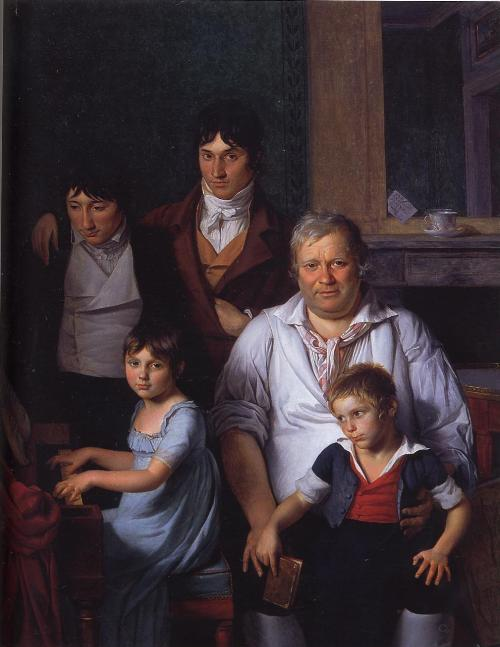
Portrait d'un homme et de ses enfants (début du XIXe siècle), par Jacques-Louis David.
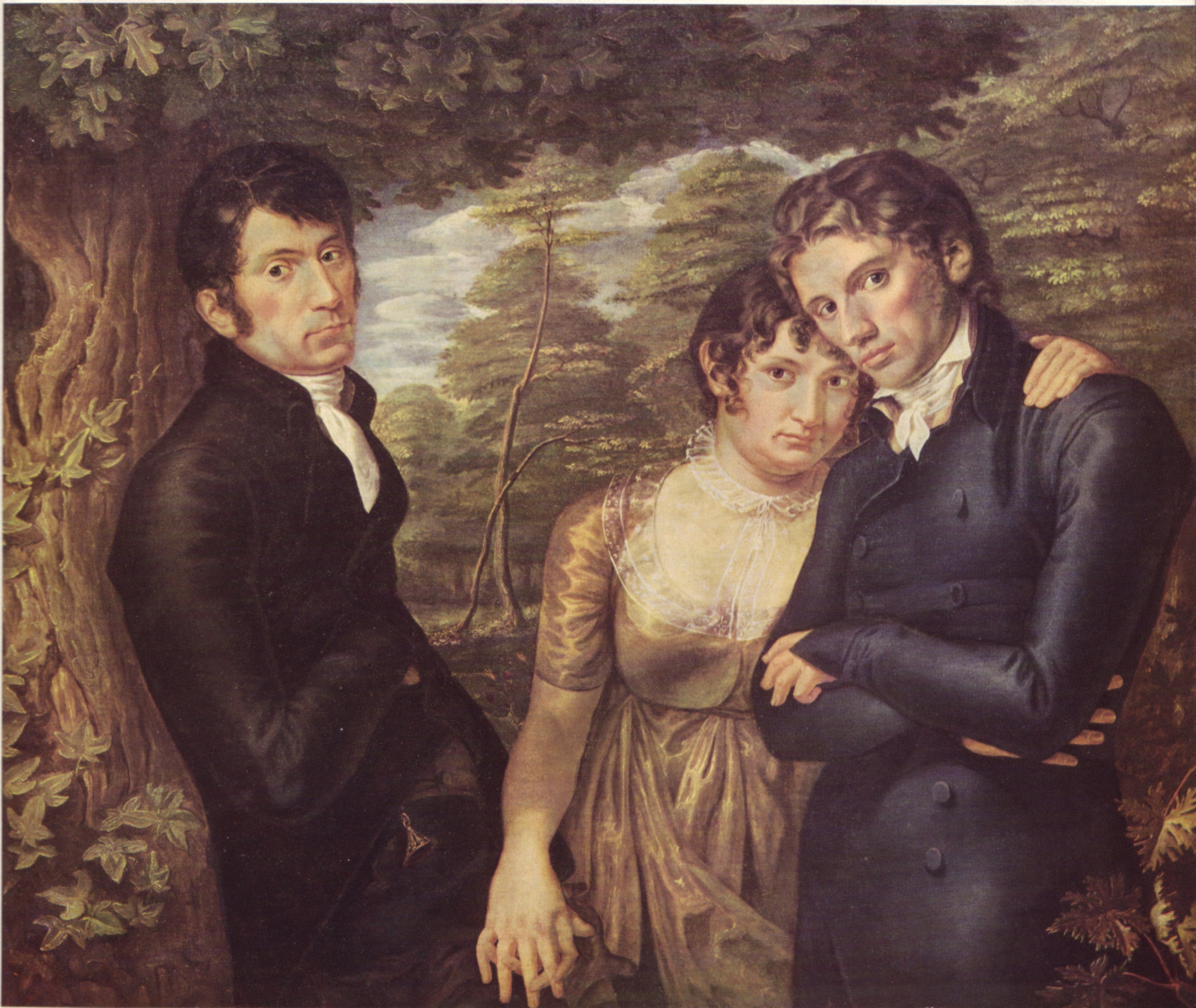
Nous trois (1805), par Philipp Otto Runge.
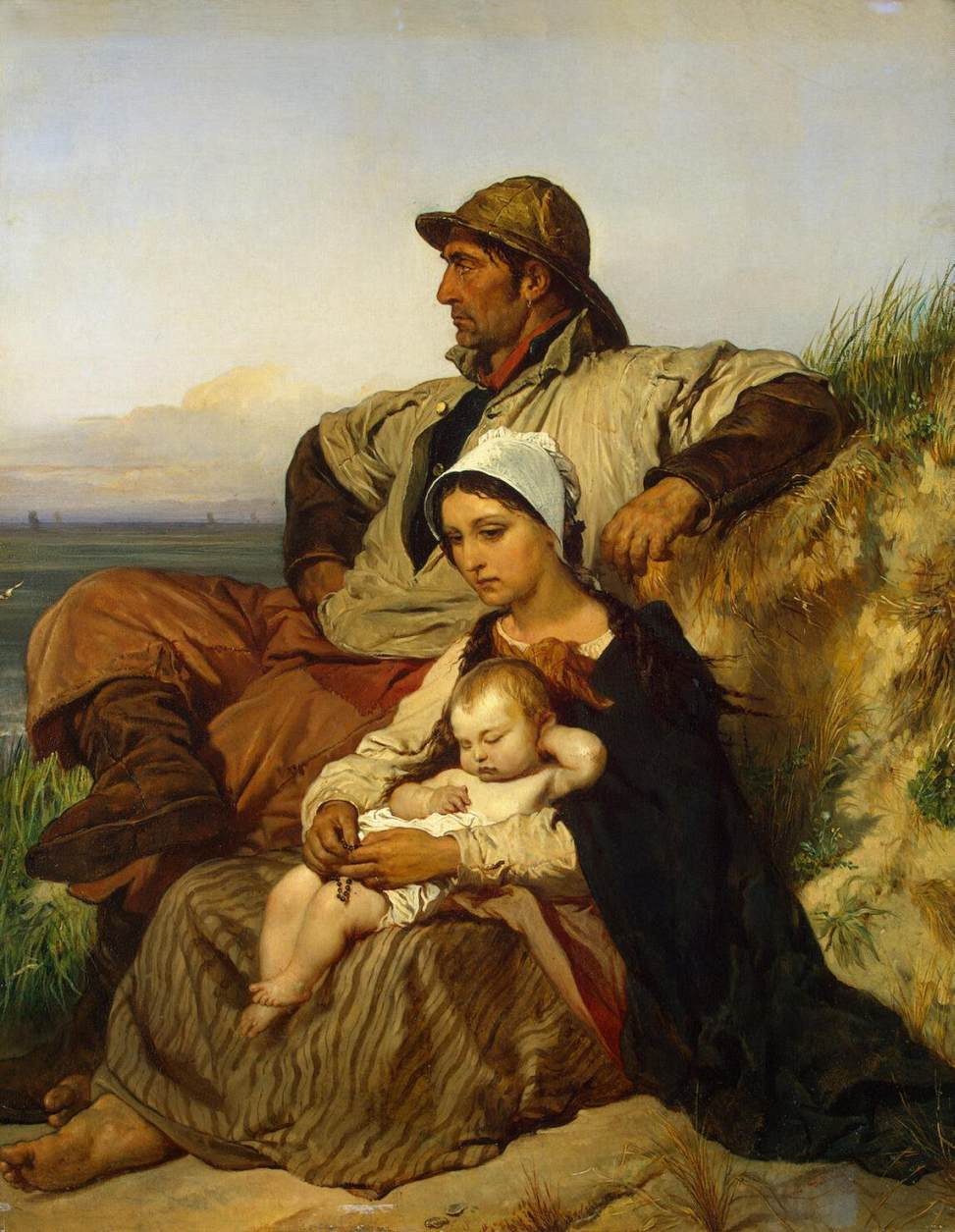
La Famille du pêcheur (1848), par Louis Gallait.
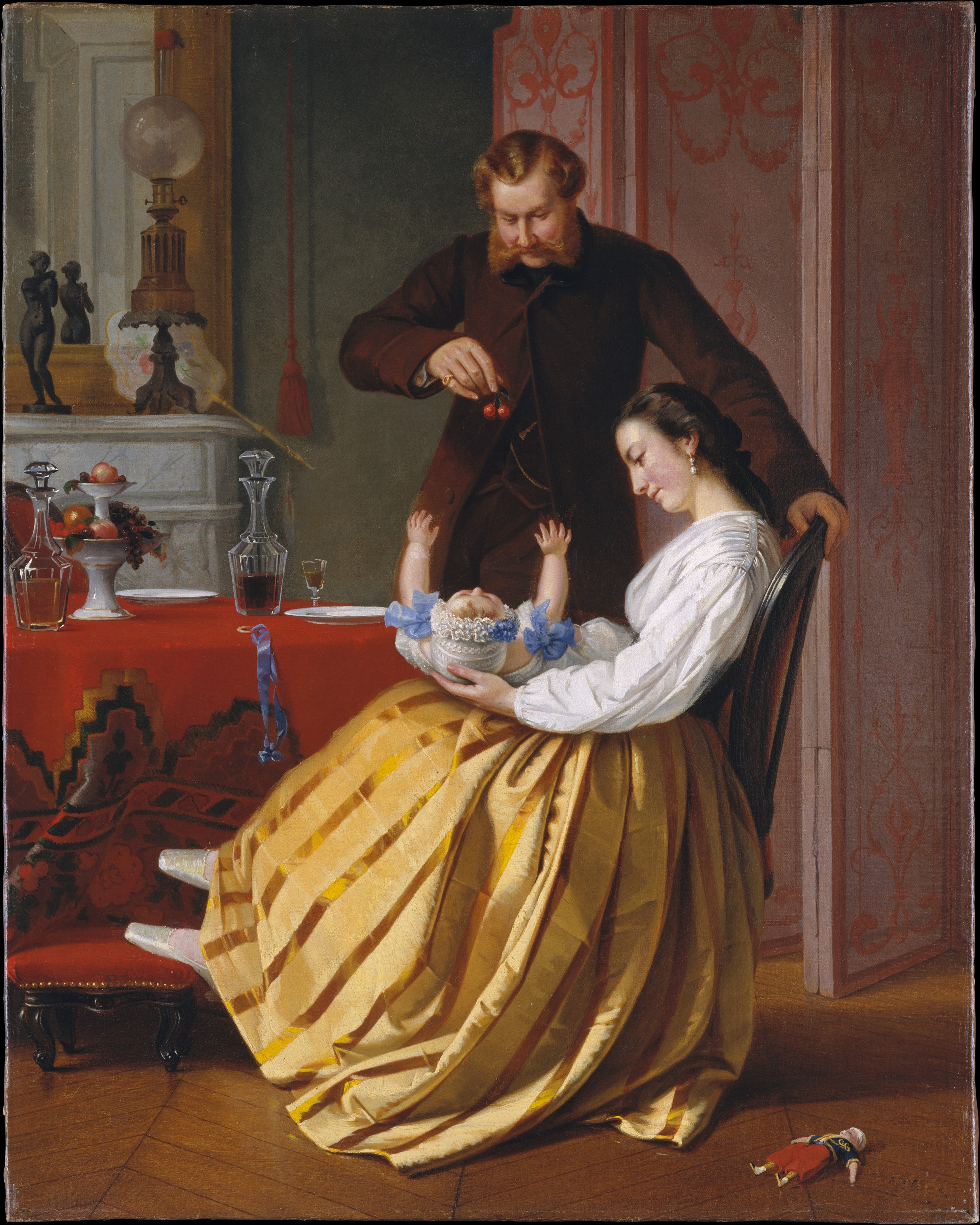
Un peu de conversation (vers 1851-1852), par Lilly Martin Spencer.
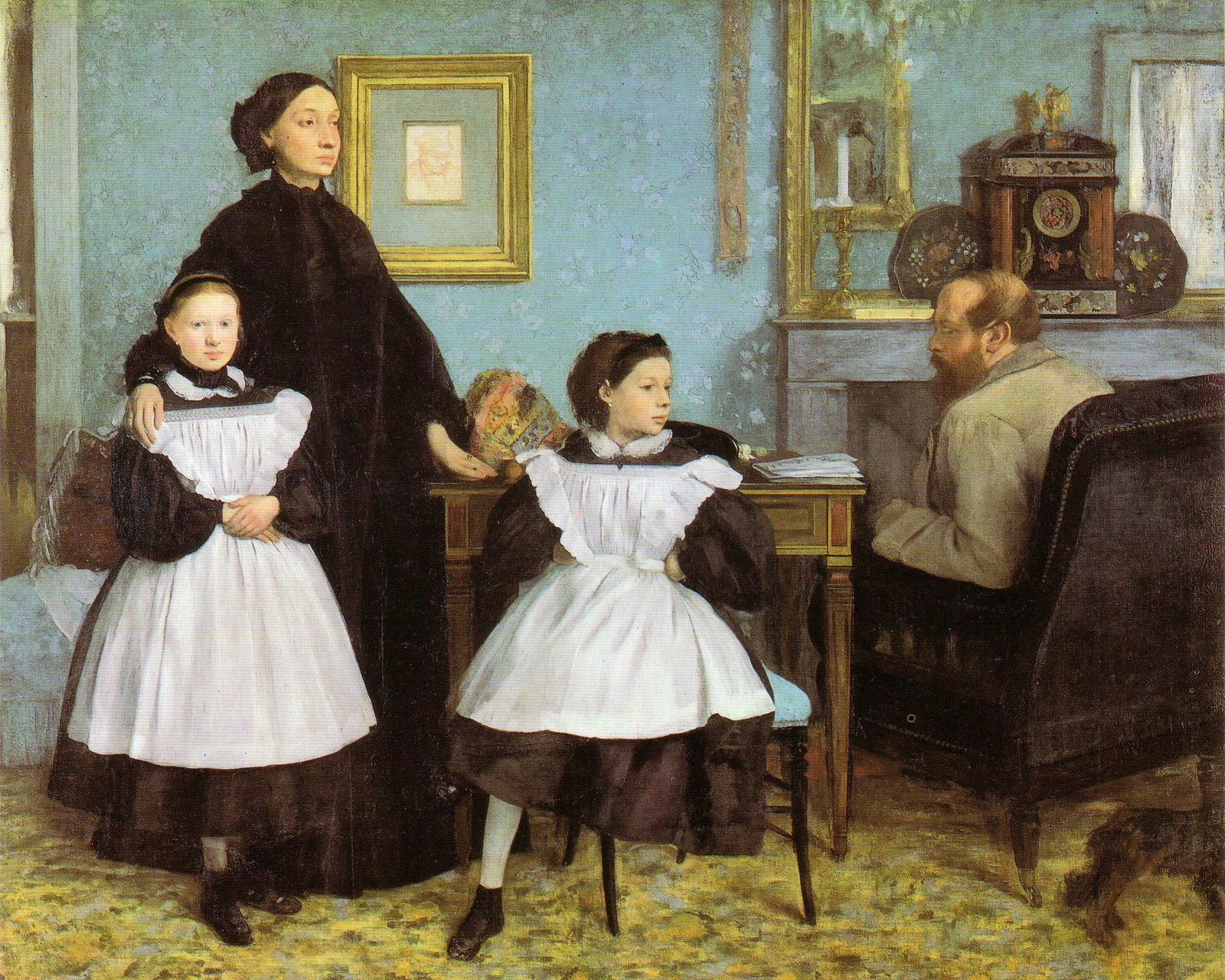
La Famille Bellelli (1858-1867), par Edgar Degas.
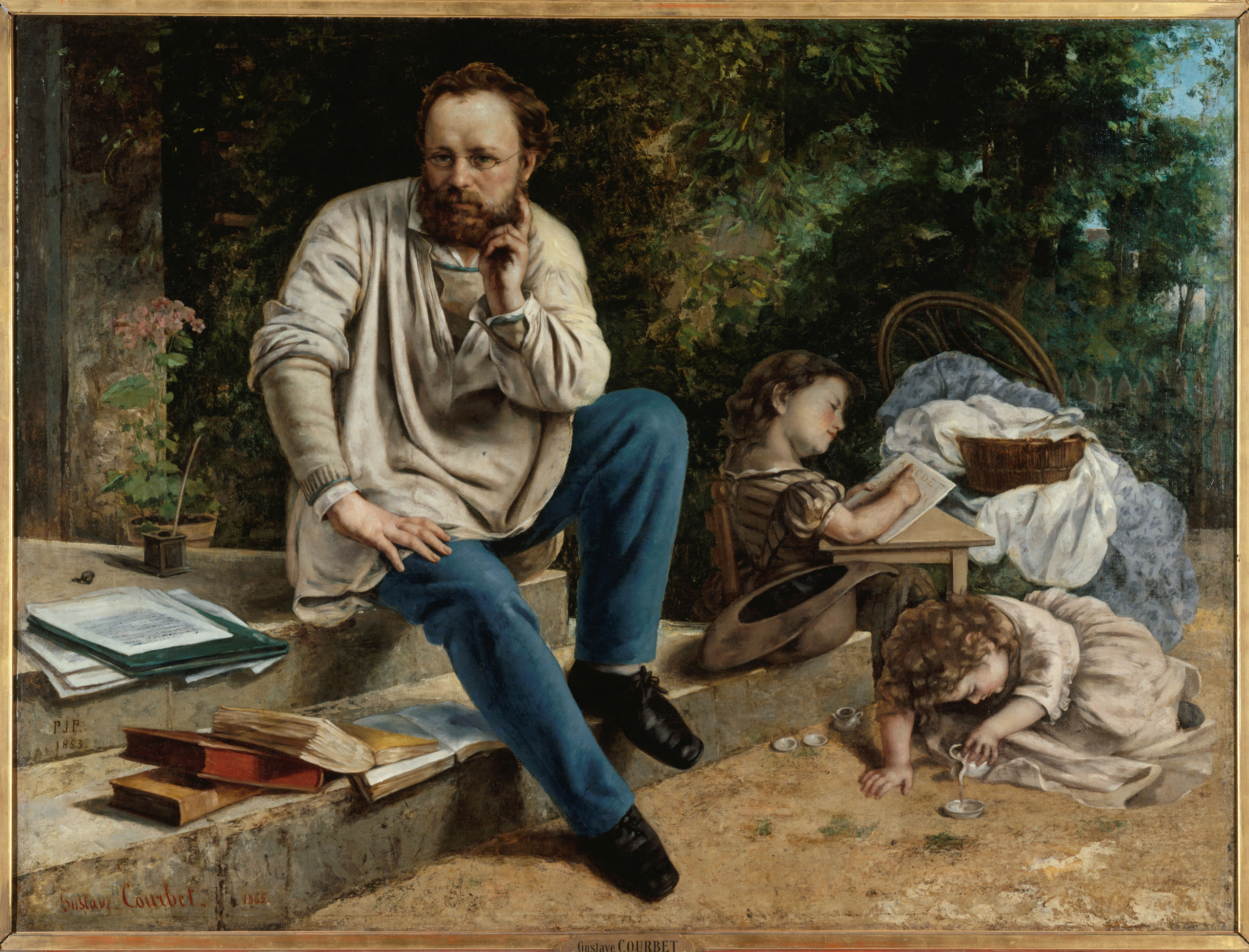
Proudhon et ses enfants (1865), par Gustave Courbet.
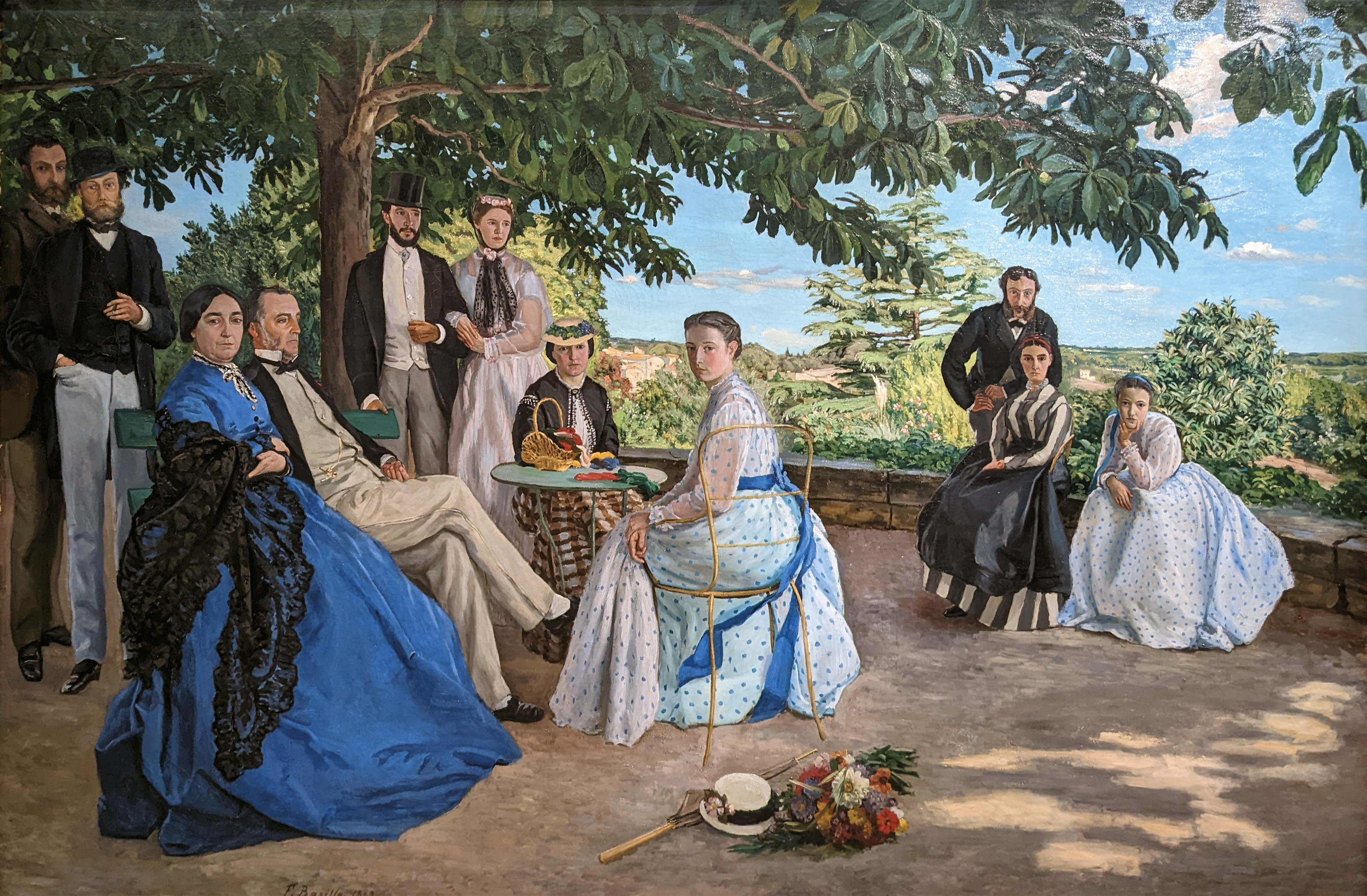
Réunion de famille (1867), par Frédéric Bazille.
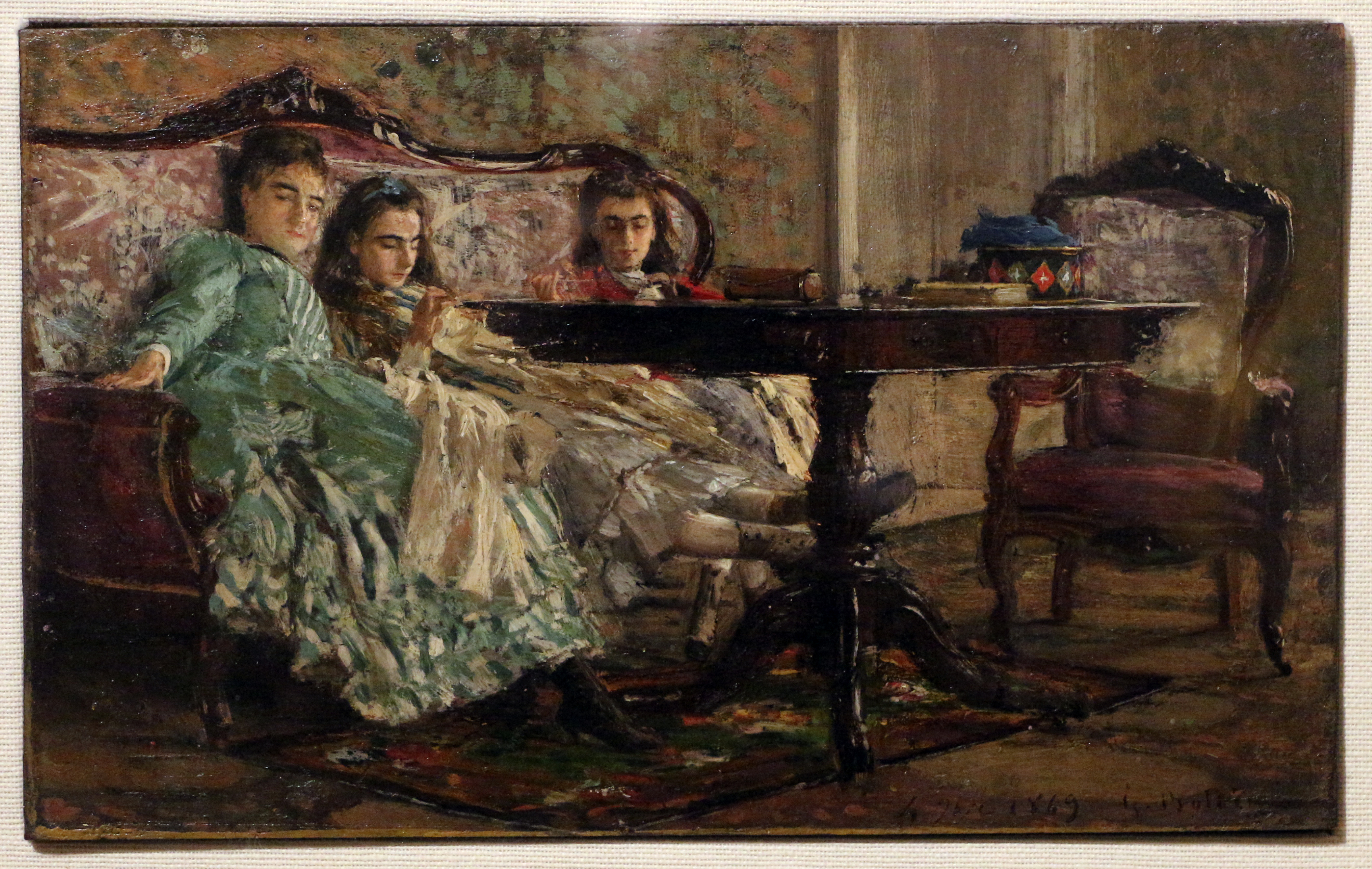
Les Sœurs Lascaraky (1869), par Giovanni Boldini.
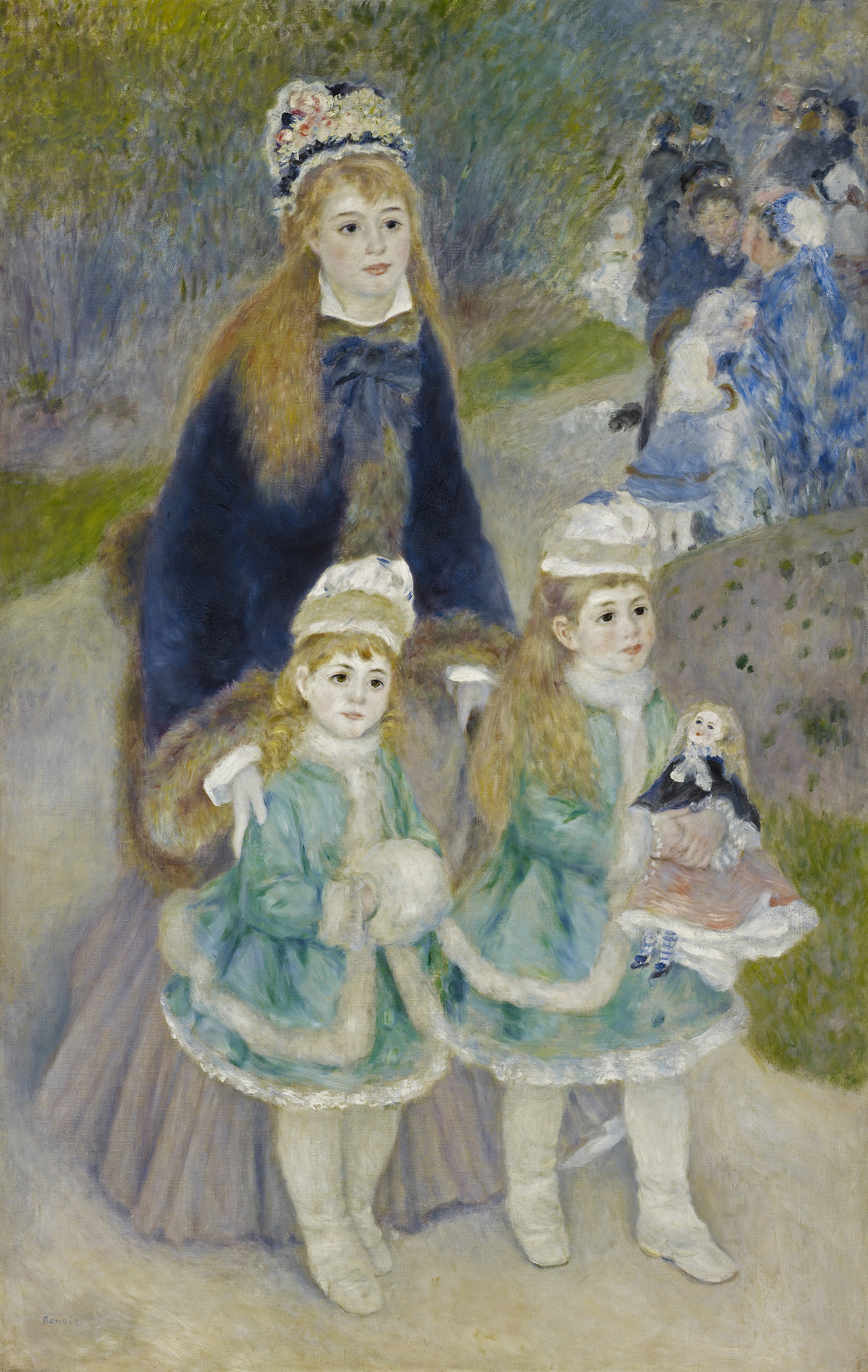
La Promenade ou Mère et Enfants (1874-1876), par Auguste Renoir.
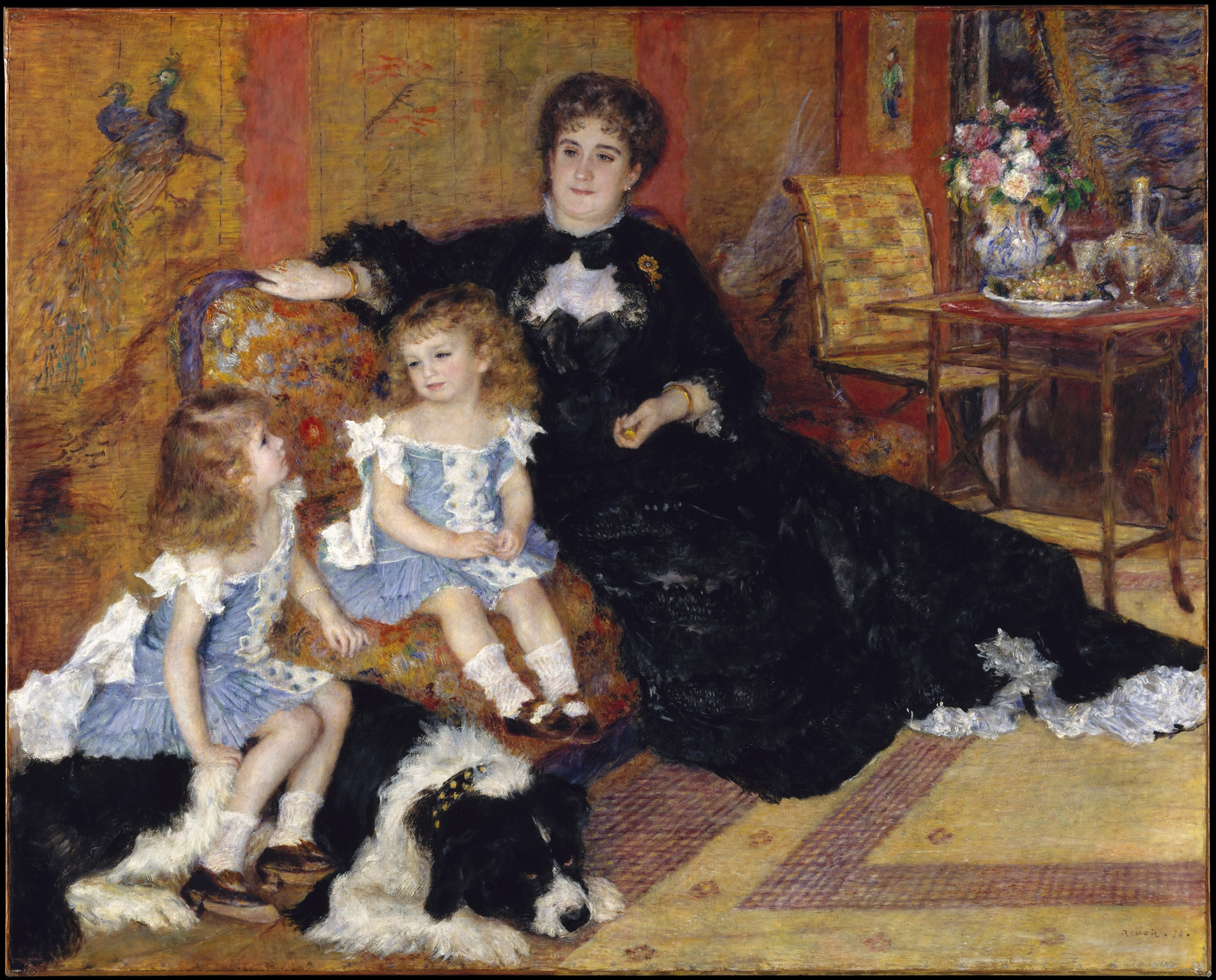
Madame Charpentier et ses enfants (1878), par Auguste Renoir.
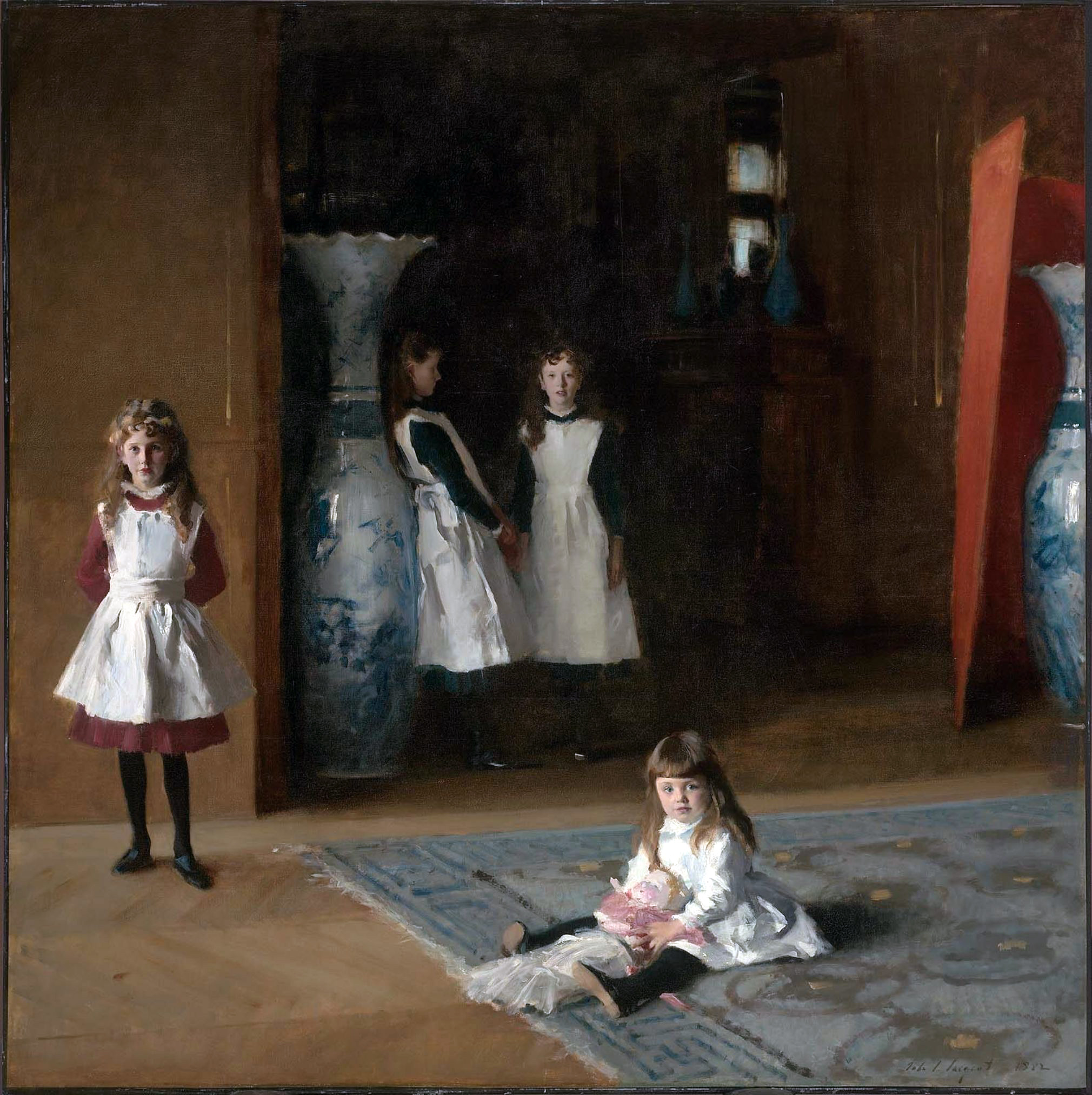
Les Filles d'Edward Darley Boit (1882), par John Singer Sargent.
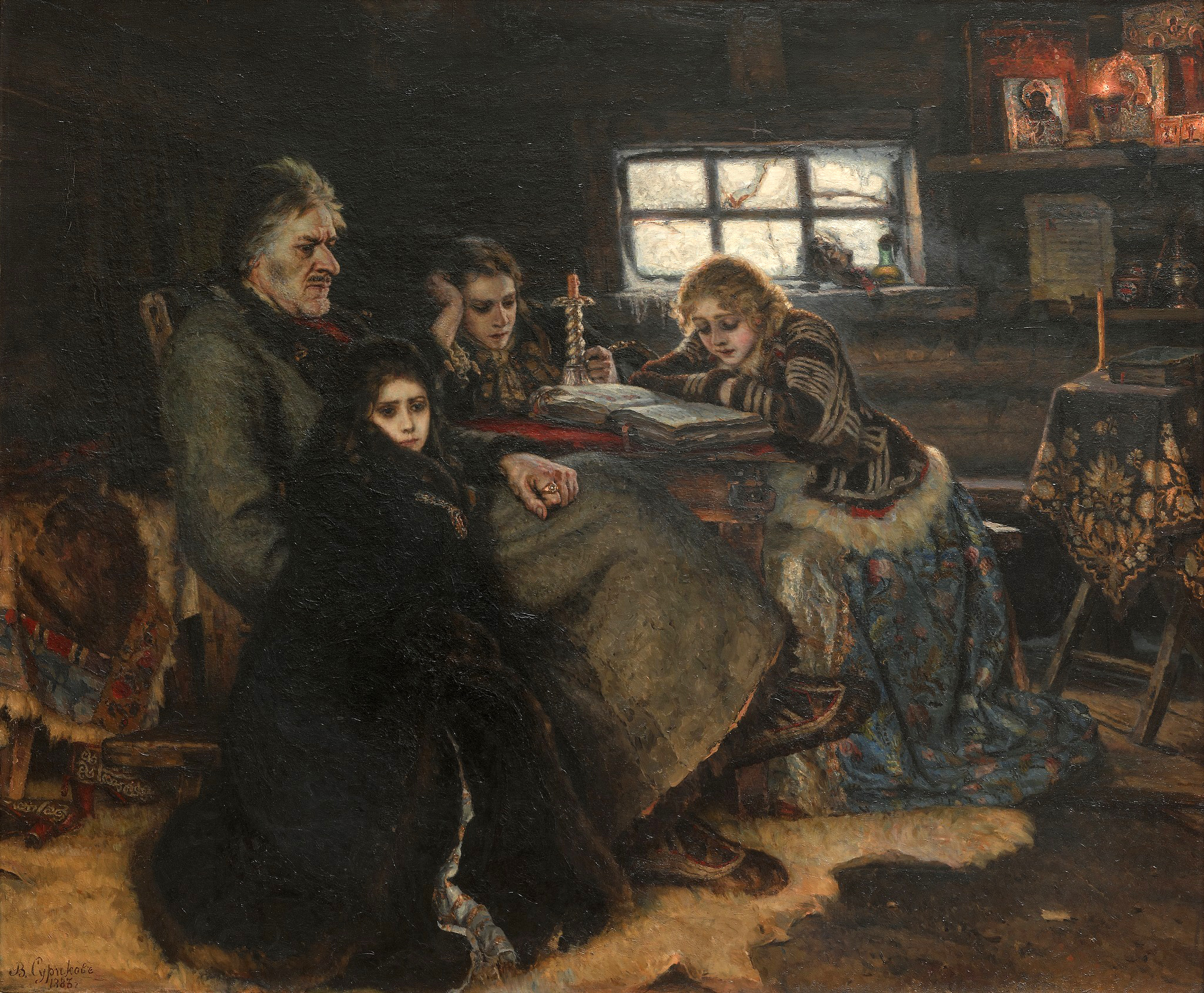
Menchikov à Beriozovo (1883), par Vassili Sourikov.
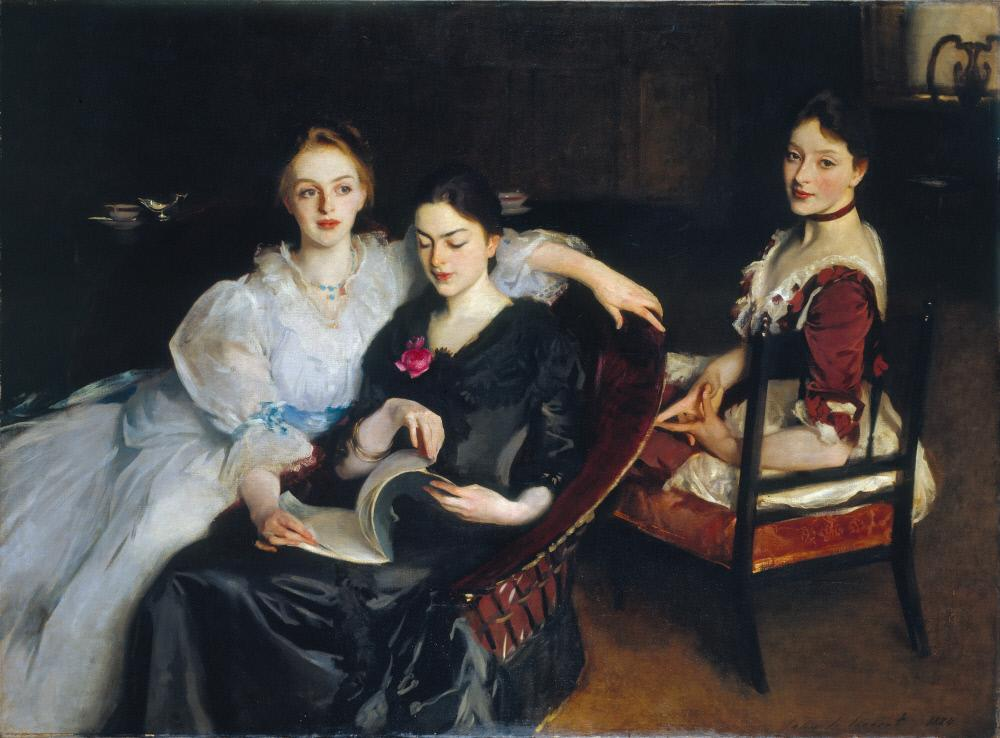
Les Demoiselles Vickers (1884), par John Singer Sargent.
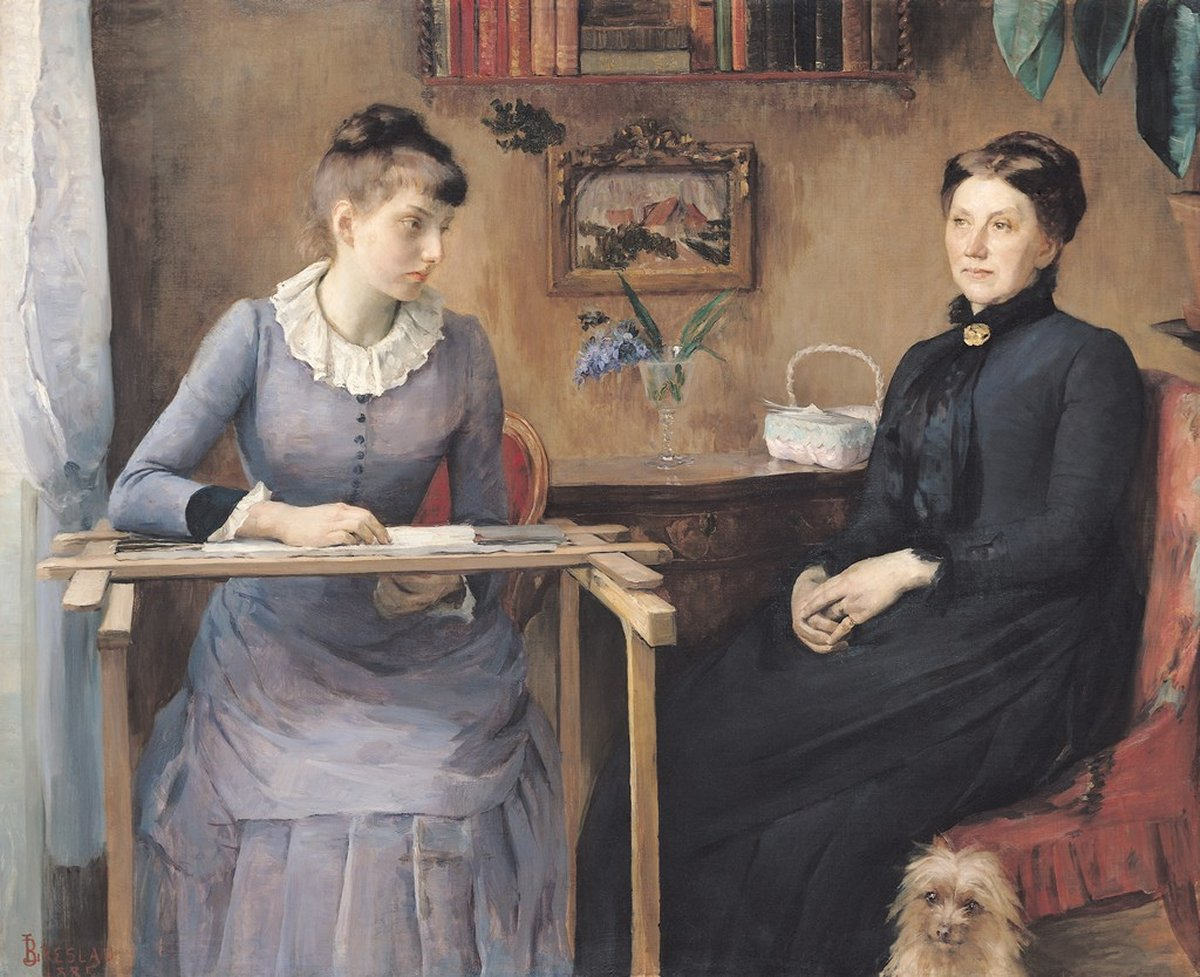
Chez soi (1885), par Louise Catherine Breslau.
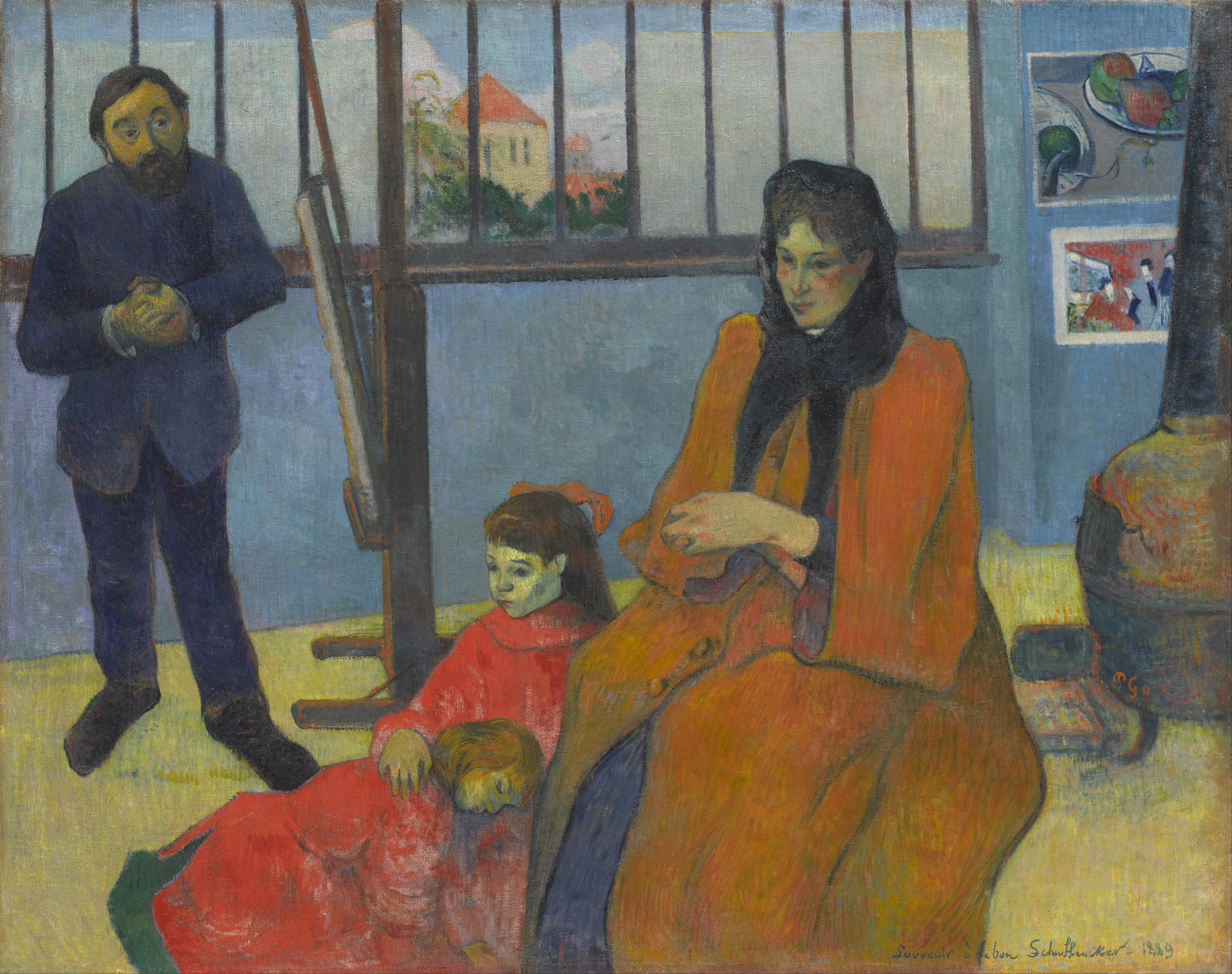
La Famille Schuffenecker (1889), par Paul Gauguin.
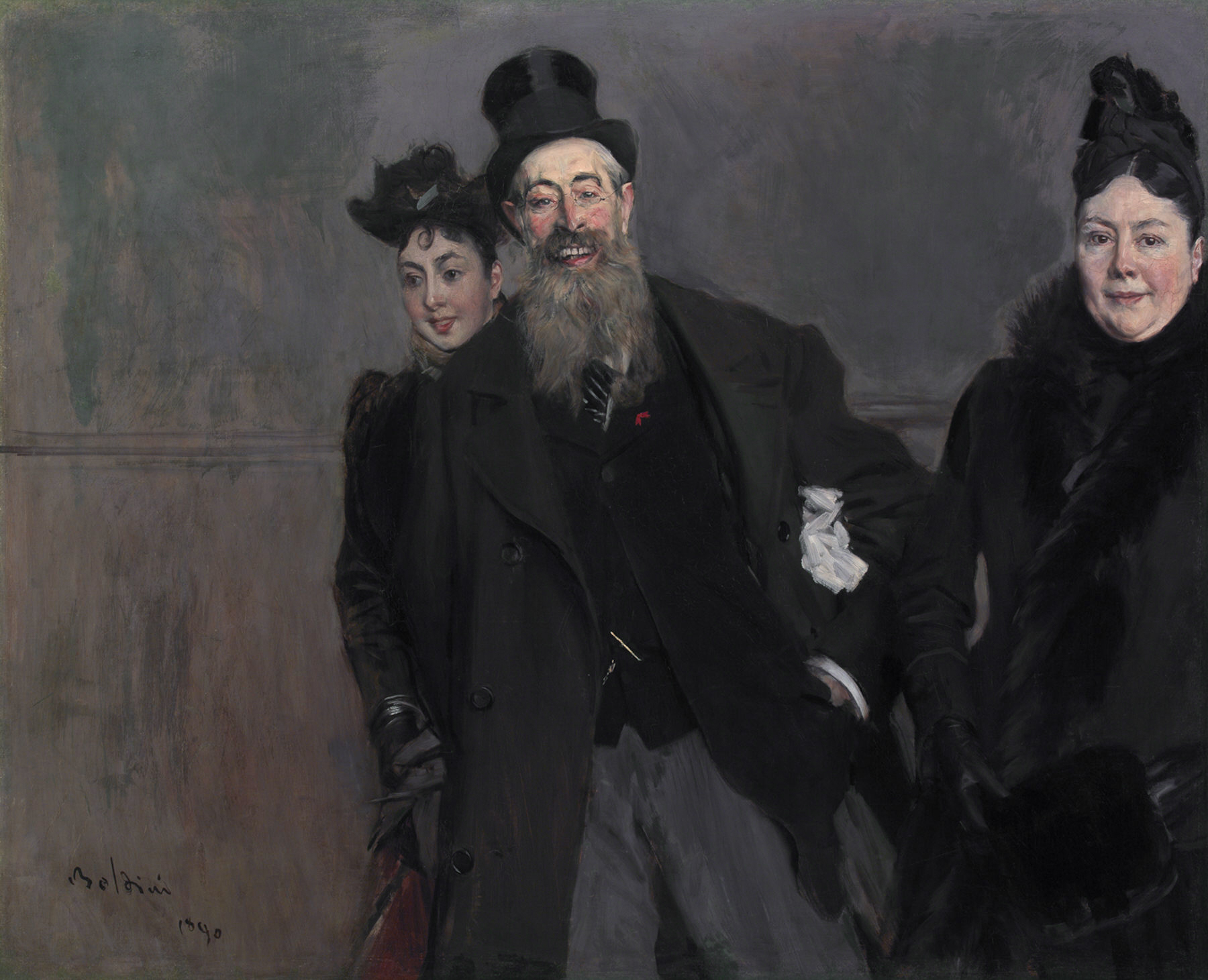
Le Peintre John Lewis Brown avec sa femme et sa fille (1890), par Giovanni Boldini.
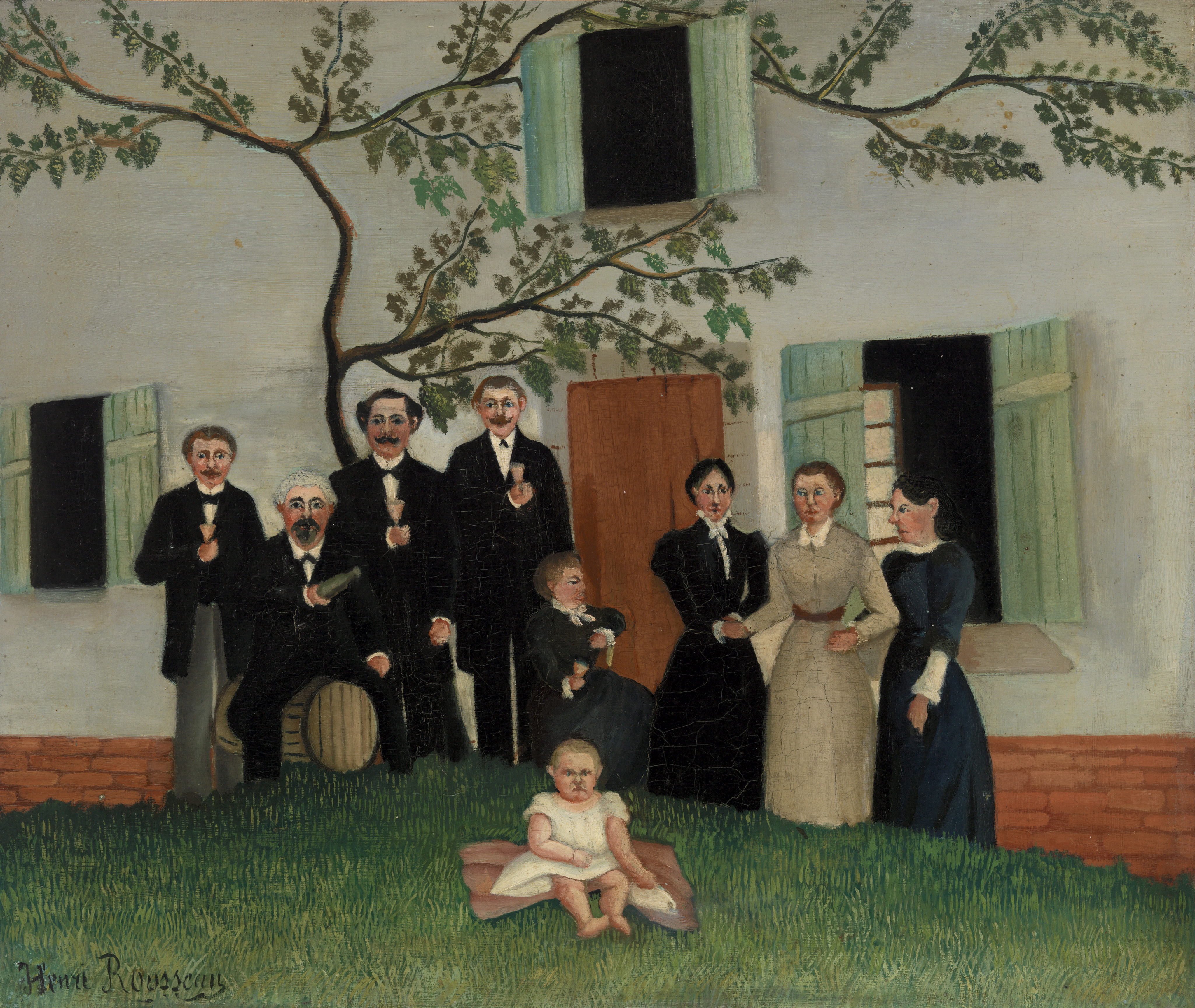
La Famille (années 1890), par Henri Rousseau.
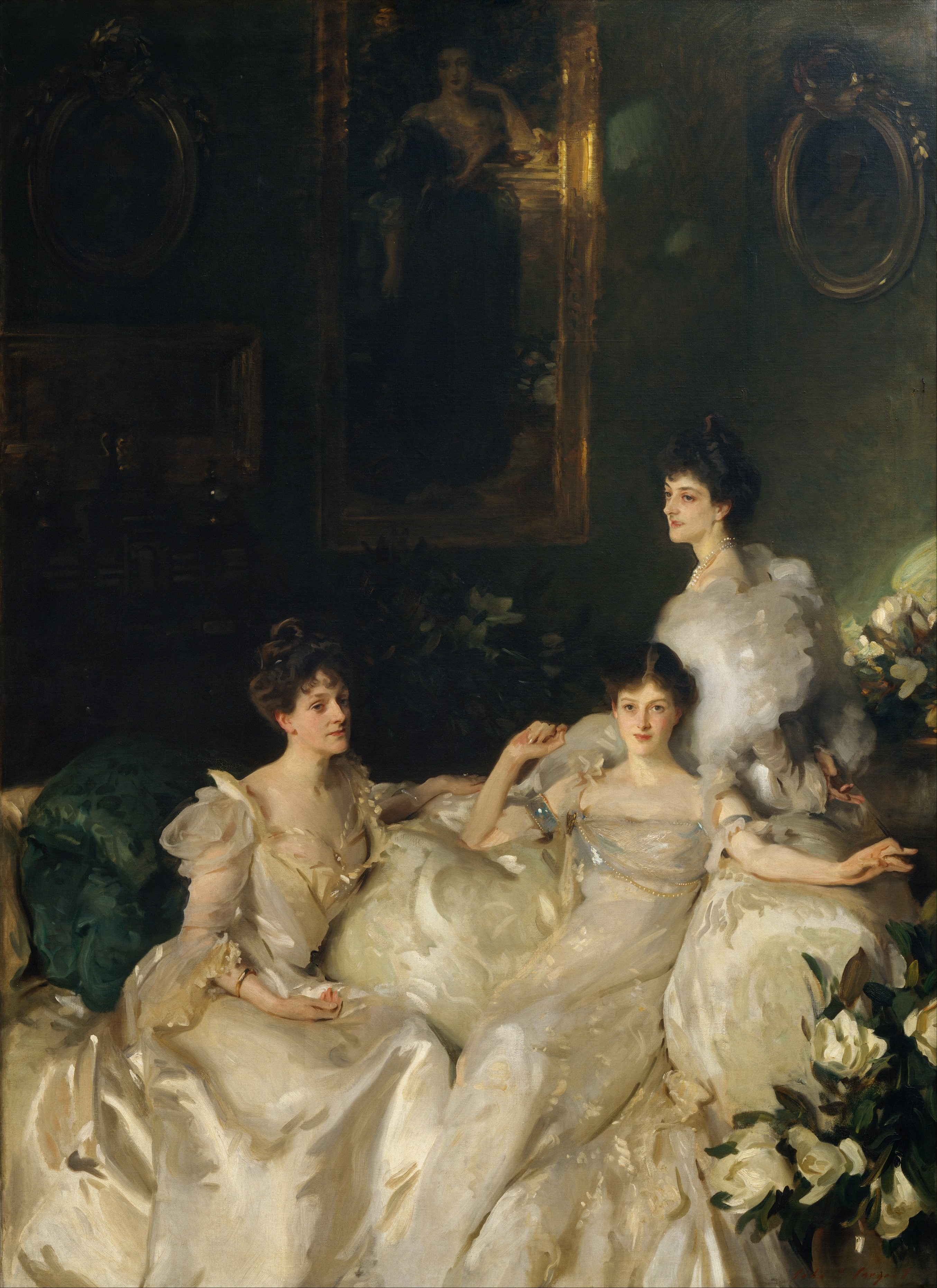
Les Sœurs Wyndham (1899), par John Singer Sargent.

### XXesiècle

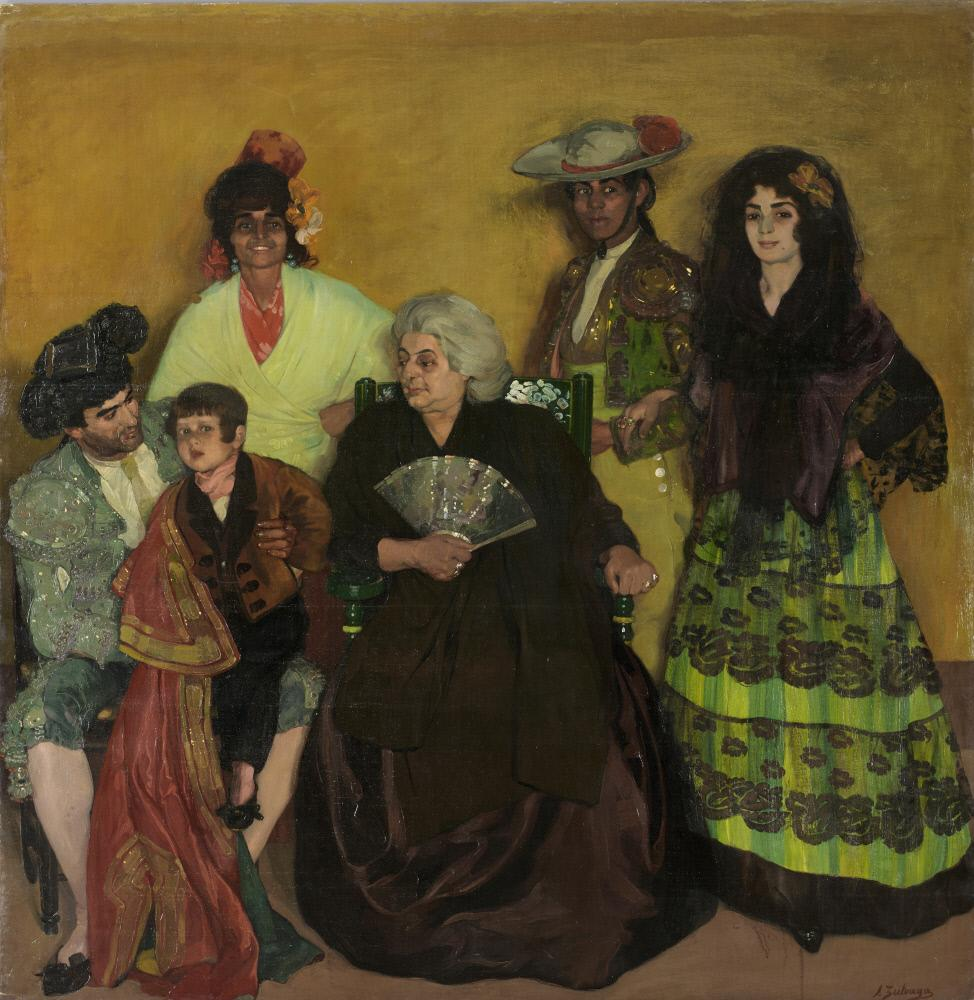
La Famille du torero gitan (1902-1903), par Ignacio Zuloaga.
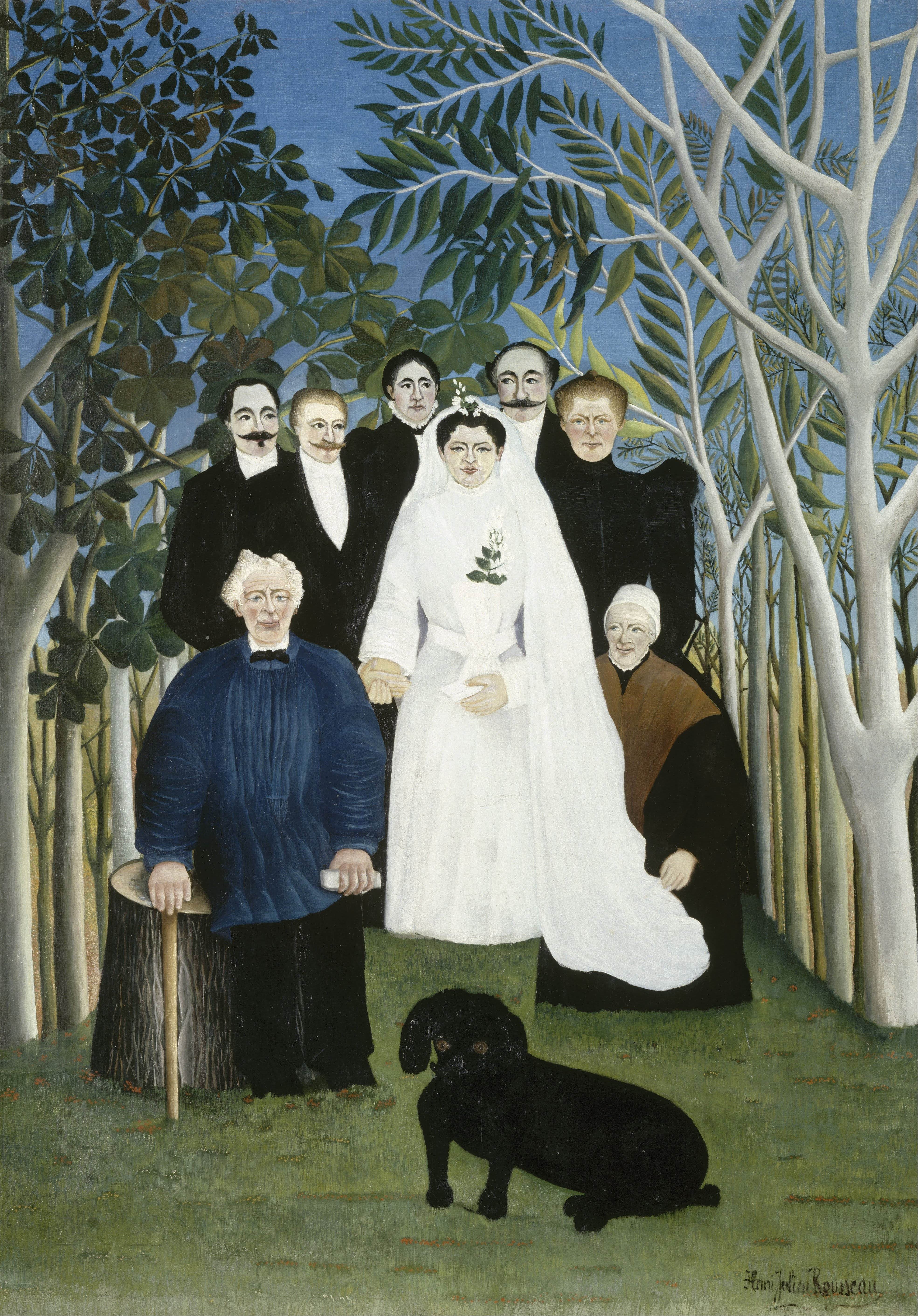
La Noce (1904), par Henri Rousseau.
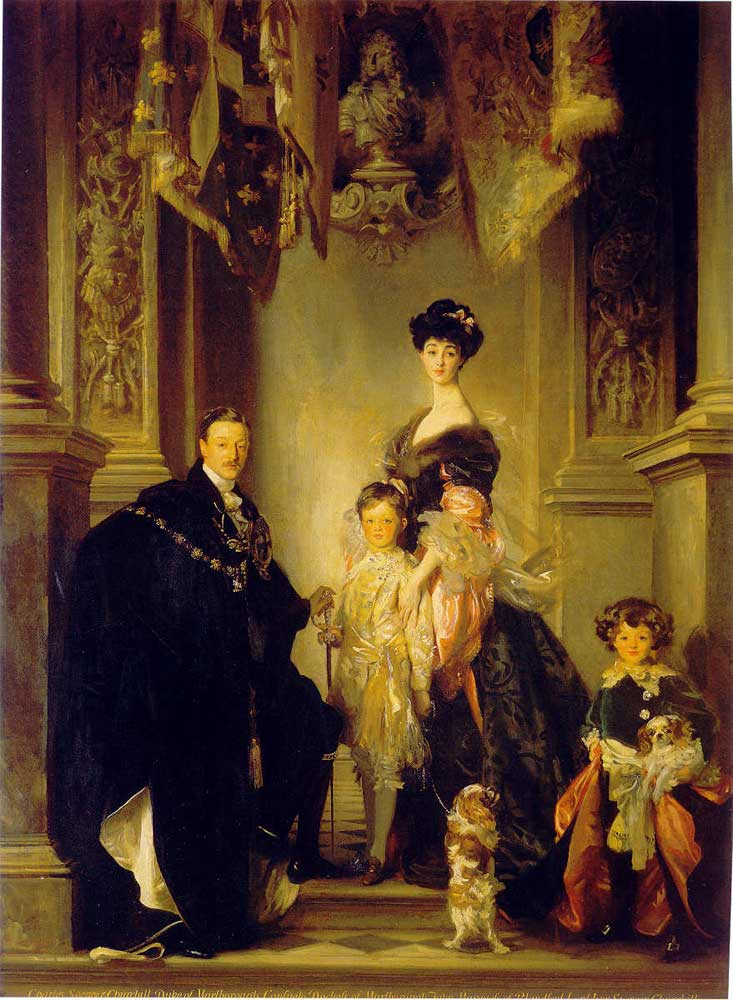
Portrait du 9e duc de Marlborough avec sa famille (1905), par John Singer Sargent.
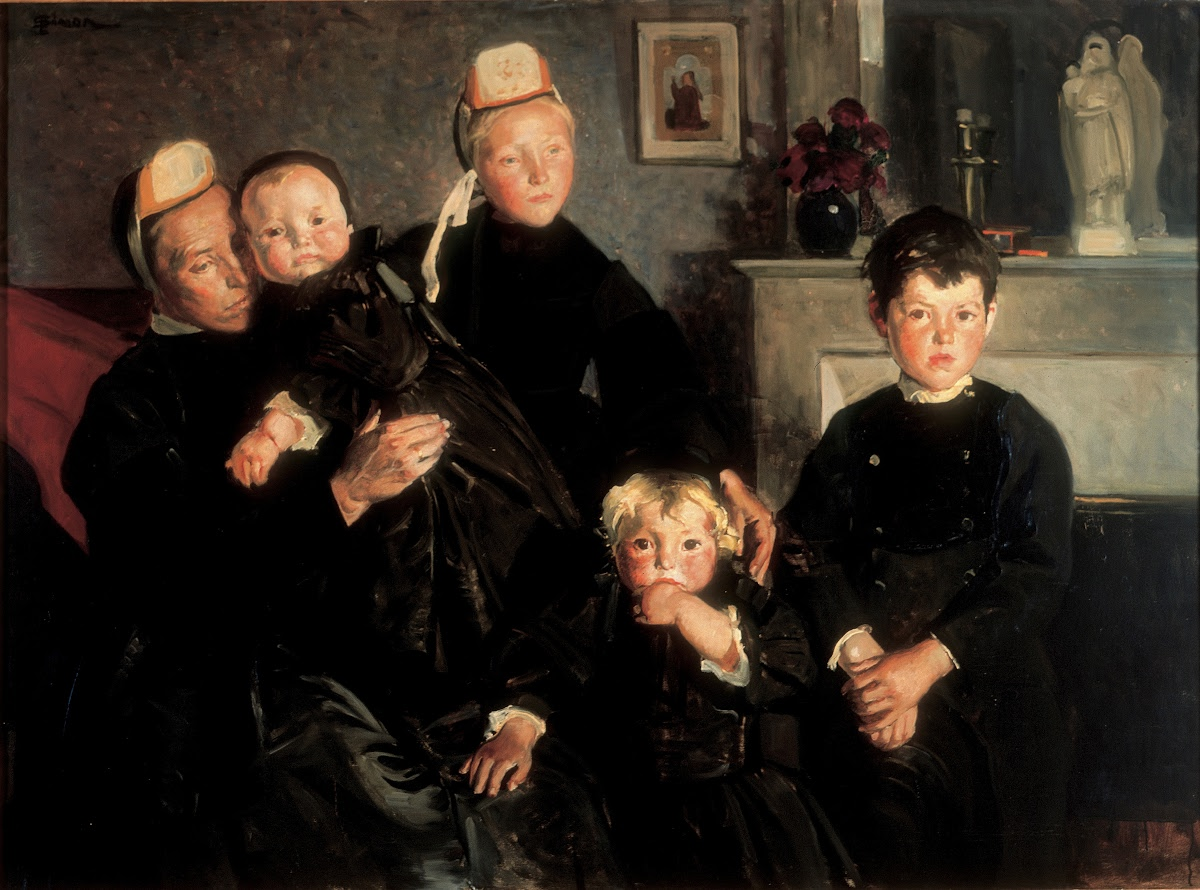
Famille bigoudène en deuil (1912), par Lucien Simon.
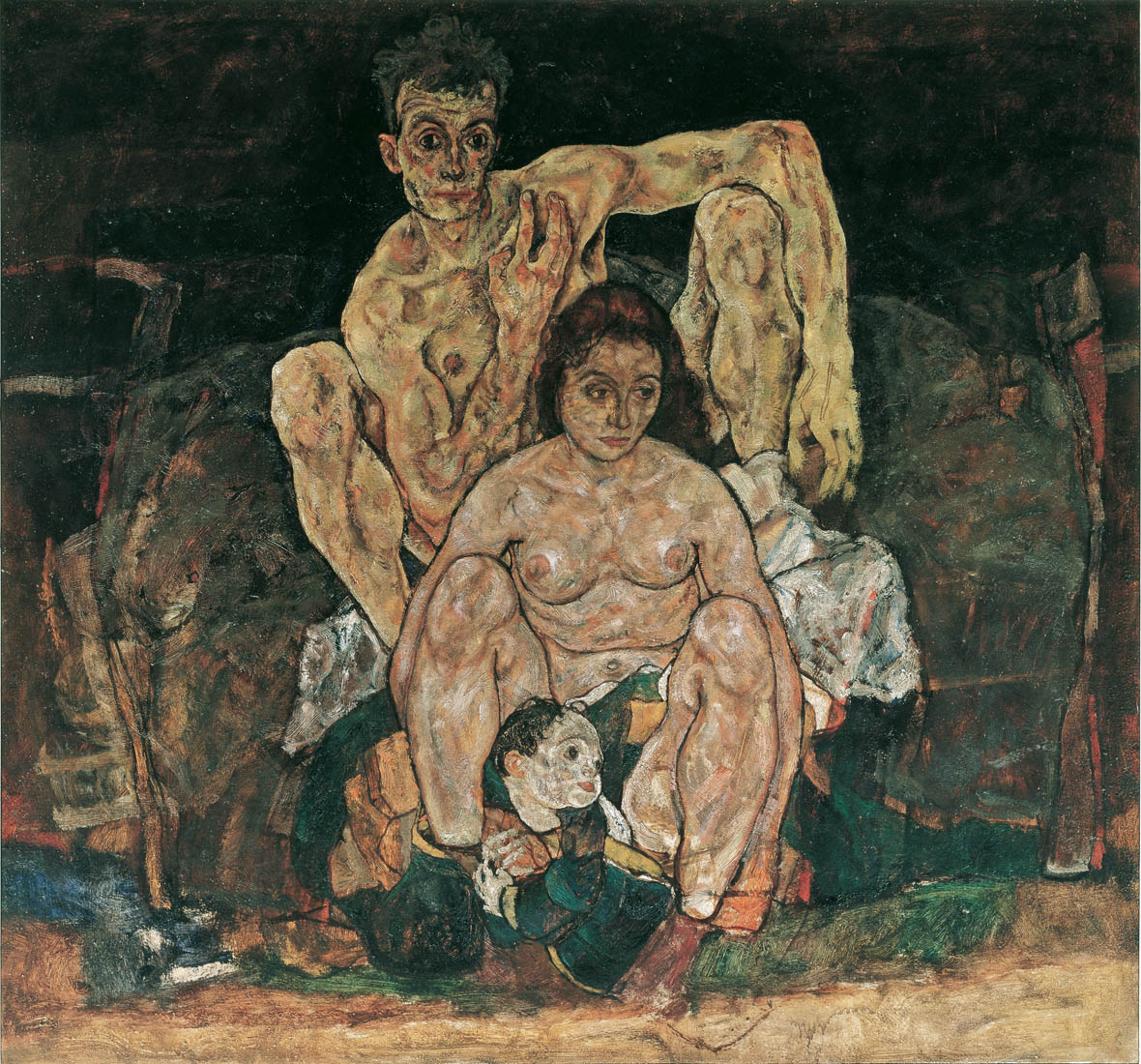
La Famille (1918), par Egon Schiele.
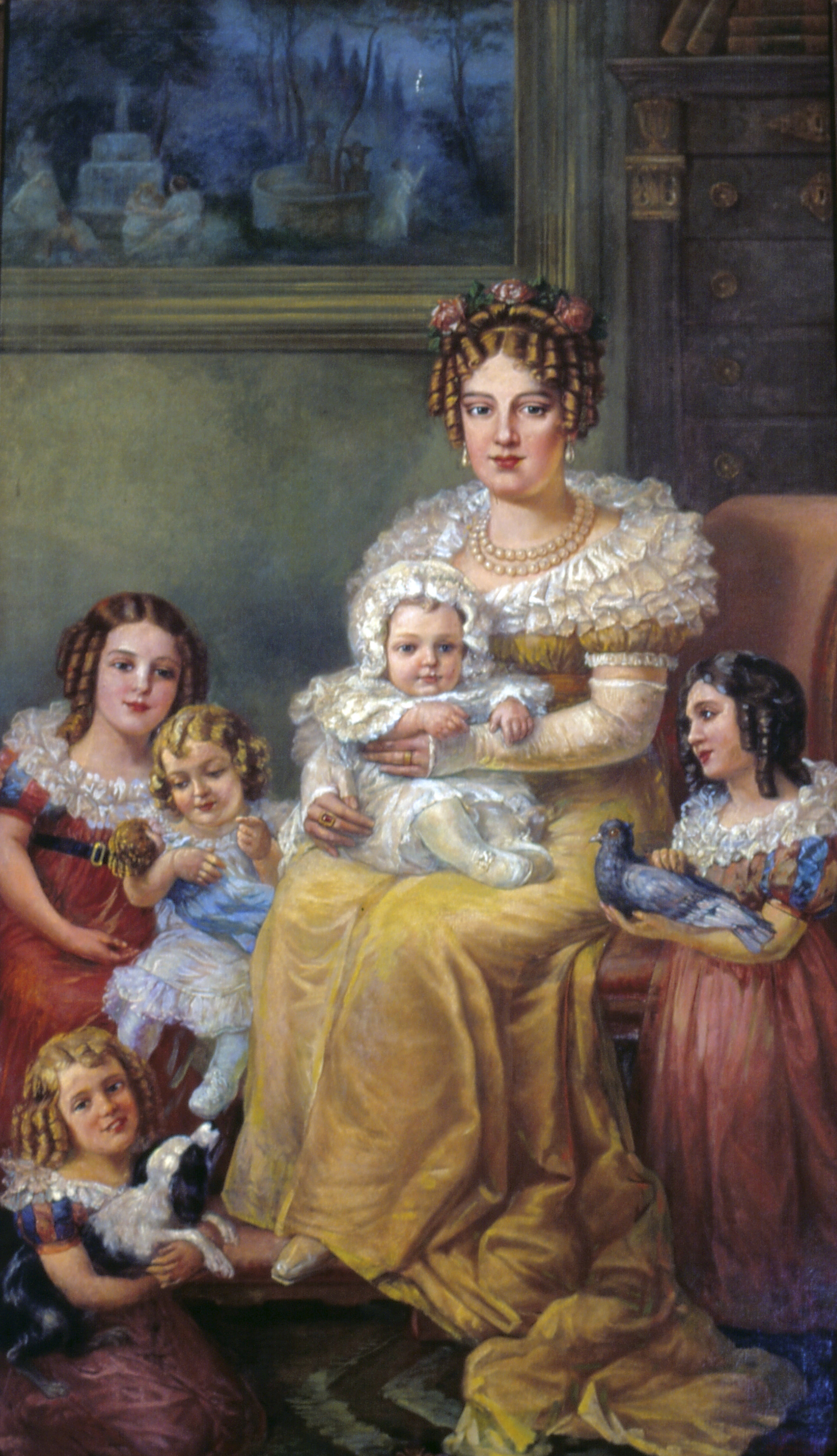
Portrait de Léopoldine de Habsbourg et de ses enfants (1921), par Domenico Failutti.